# 彌彦神社

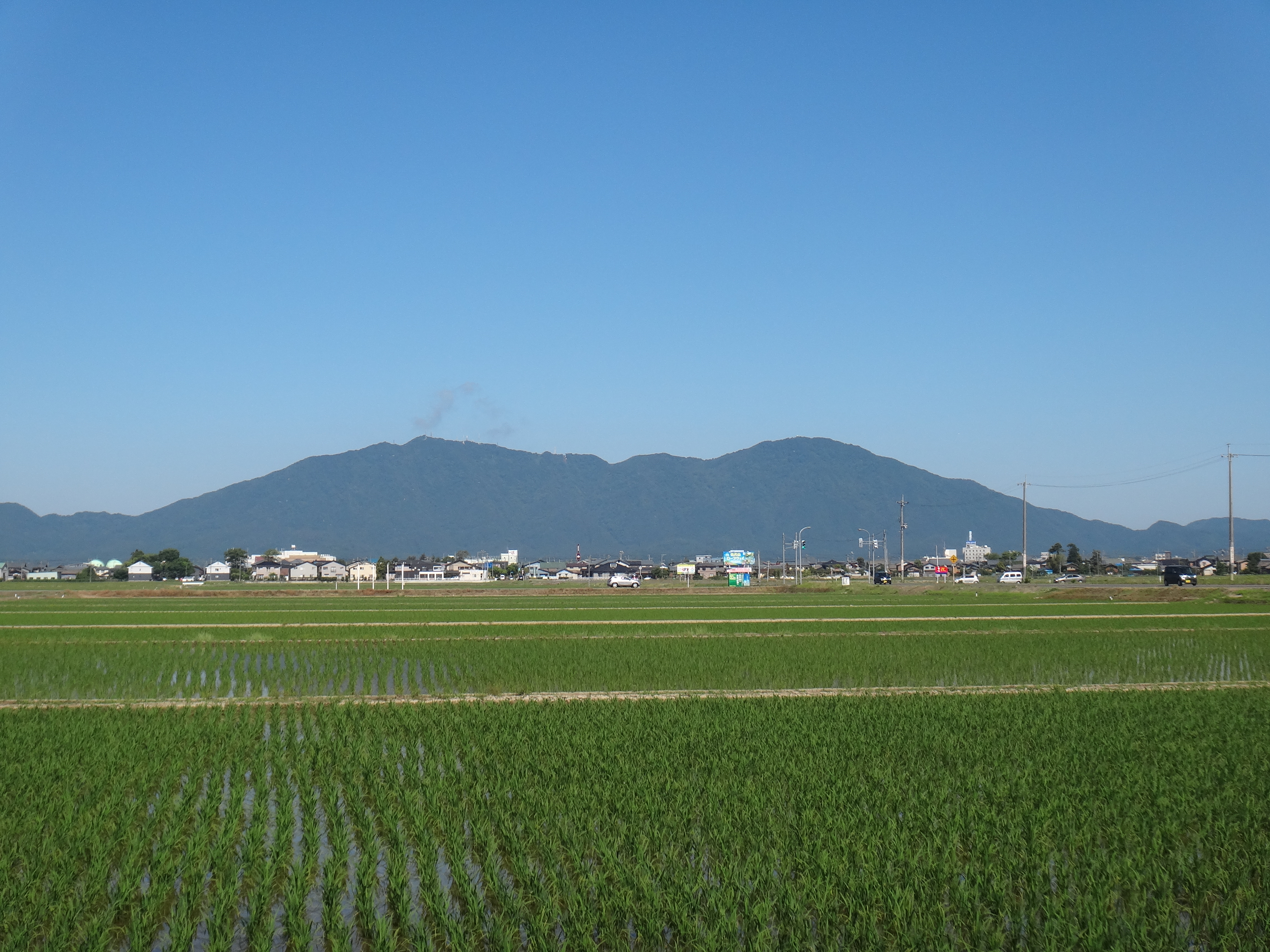
神体とする弥彦山ただし右の山頂は多宝山で、左が弥彦山。

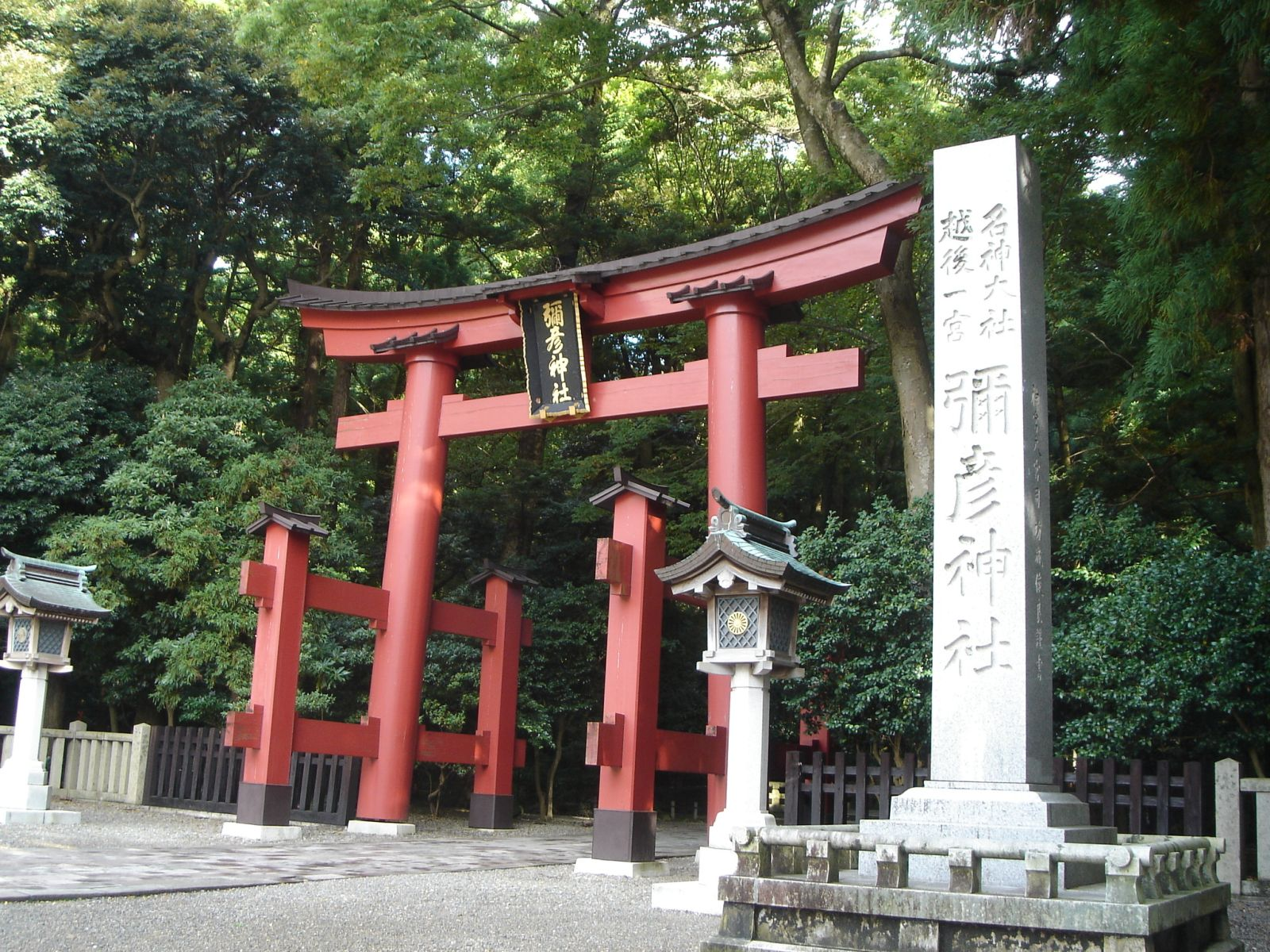
一の鳥居と社号標

弥彦神社（やひこじんじゃ、旧字体：彌彥神󠄀社󠄁）は、新潟県西蒲原郡弥彦村弥彦にある神社。式内社（名神大社）、越後国一宮。旧社格は国幣中社で、現在は神社本庁の別表神社。彌彦神社事件でも知られる。

## 概要
「弥彦」は歴史的には「伊夜比古・伊夜日子・伊夜彦」などとも表記され「いやひこ」と読んでいたが、現在は「やひこ」と言い習わされている。
越後平野西部の弥彦山（標高634m）山麓に鎮座し、弥彦山を神体山として祀る神社である。
『万葉集』で唯一仏足石歌体の和歌にも歌われる古社であり、祭神の天香山命は越後国開拓の祖神として信仰されたほか、神武東征にも功績のあった神として武人からも崇敬された。宝物館には日本有数の大太刀である「志田大太刀（しだのおおたち、重要文化財）」や、源義家や源義経、上杉謙信（輝虎）などに所縁と伝えられる武具などが社宝として展示されている。
宮中同様に鎮魂祭を行うとして、石上神宮・物部神社と共に有名である。なお、当社の鎮魂祭は宮中で行われる11月22日でなく、4月1日と11月1日の年2回行われる。二年参りや初詣、秋の菊まつりは特に賑わう。
分社が北海道から山陰地方まで少なくとも47ヵ所に点在する。越後発祥の武士・山内氏が所領の会津地方（現・福島県西部）に勧請したり、移住者や新潟県で産する石油関連企業が県外で創建したりして広がった。　

## 祭神
- 天香山命 （あめのかごやまのみこと）
「天香語山命」とも表記。「おやひこさま」とも慕われる 越後開拓の祖神で、地名から「伊夜日古大神（伊夜比古大神、伊夜彦大神）」などとも称される。
弥彦山頂にある御神廟（奥の宮）が神廟にあたるとされる。

なお祭神に関しては、大屋彦命・大彦命とする説もある。

## 歴史

### 概史
祭神の天香山命は、『古事記』に「高倉下」として登場する（ただし古事記において天香山命と高倉下が同一とする記述はない）。
社伝によれば、天香山命は第六代孝安天皇元年(紀元前392年)二月二日に越の国開拓の神業を終えられ神去り坐して神劒峰（弥彦山）に葬られ、御子である第一嗣・天五田根命が廟社を築き奉祀した事に始まる。下って第十代崇神天皇の御代（御在位：紀元前97～30年）に、第六嗣（天香山命より七代）建諸隅命が勅を奉じて社殿を造営したことにはじまる、とされる。
天香山命は越国開拓の詔により越後国の野積の浜（現・長岡市）に上陸し、地元民に漁撈や製塩、稲作、養蚕などの産業を教えたとされる。このため、越後国を造った神として弥彦山に祀られ「伊夜比古神」として崇敬された。このほか、弥彦の大神は、神武天皇即位の大典の際に自ら神歌楽（かがらく）を奉奏したとされる。ただし、尾張国造家の祖神である天香山命が越後に祀られるのは不自然なため、本来の祭神は北陸の国造家高橋氏祖神の大彦命ではないかとする説もある。
江戸時代には、高田藩藩主・松平忠輝が、500石の社領を寄進し、朱印地となった。朝廷からも篤く崇敬されたという。社家は明治時代まで高橋氏が世襲した。
この頃神主であった高橋左近光頼により、神道家・橘三喜の教えの影響下で、神社の神宮寺を廃して仏像を取り払い神葬祭を行うなど、神仏分離が行われた。しかし元禄4年（1691年）に光頼は神宮寺の僧に訴えられて敗訴している。
国学者の平田篤胤は、弥彦神社に聖徳太子が記した神代文字が存在すると主張したが、該当の文書は火事で焼失したと伝わる。
明治4年（1871年）、近代社格制度において国幣中社に列した。

### 神階
- 天長10年（833年）7月3日、名神に預かる （『続日本後紀』） - 表記は「伊夜比古神」。
- 承和9年（842年）、無位から従五位下 （『続日本紀』） - 表記は「伊夜比古神」。
- 貞観3年（861年）、従五位上から従四位下 （『日本三代実録』） - 表記は「弥彦神」。

## 境内

### 本社（山麓）
社殿は明治45年（1912年）に焼失し、大正5年（1916年）に現在地に移って再建された。拝殿の背後に弥彦山を仰ぐ。
- 本殿 - 三間社流造。
- 幣殿
- 拝殿
- 万葉道

### 弥彦山頂

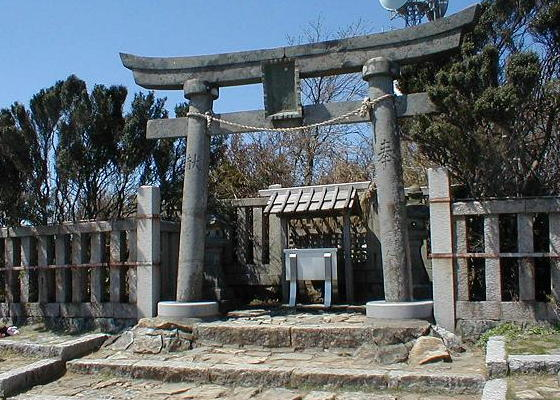
御神廟（奥の宮）

- 御神廟
奥の宮。弥彦山頂に鎮座する（北緯37度42分17.08秒 東経138度48分32.17秒 / 北緯37.7047444度 東経138.8089361度）。天香山命と妃神熟穂屋姫命の神廟とされる。

### その他
- 大鳥居
弥彦と吉田を結ぶ県道29号線上、矢作駅近くに立つ（北緯37度41分22.90秒 東経138度51分25.67秒 / 北緯37.6896944度 東経138.8571306度）。昭和57年（1982年）建立。高さ30mで、建立当時は日本一であった[5]。
- 弥彦神社上陸地
  - 所在地：長岡市寺泊野積海岸

弥彦の神が上陸した地とされ、石碑が建てられている。

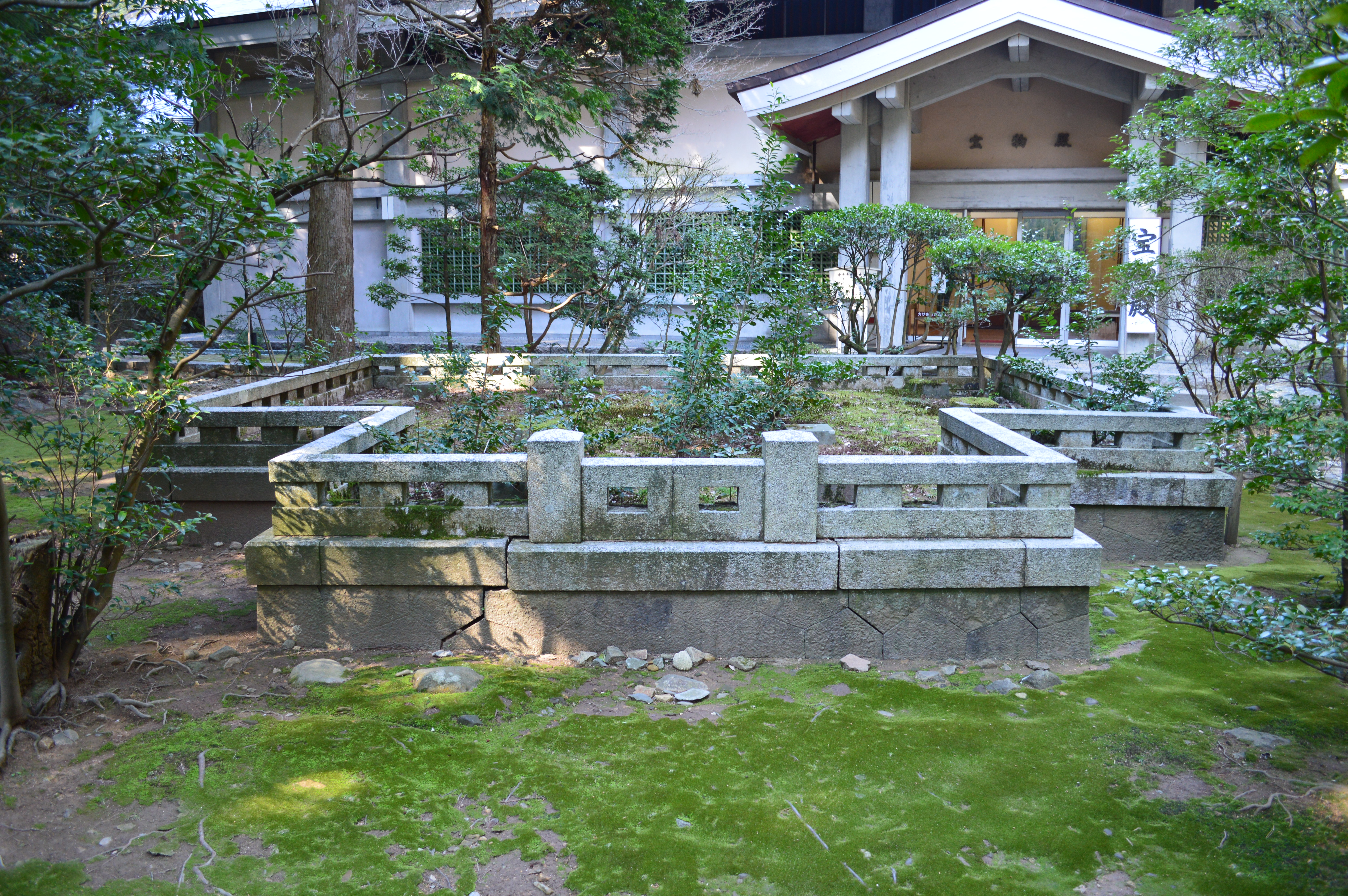
旧本殿跡 宝物館前に位置した旧本殿の跡地。
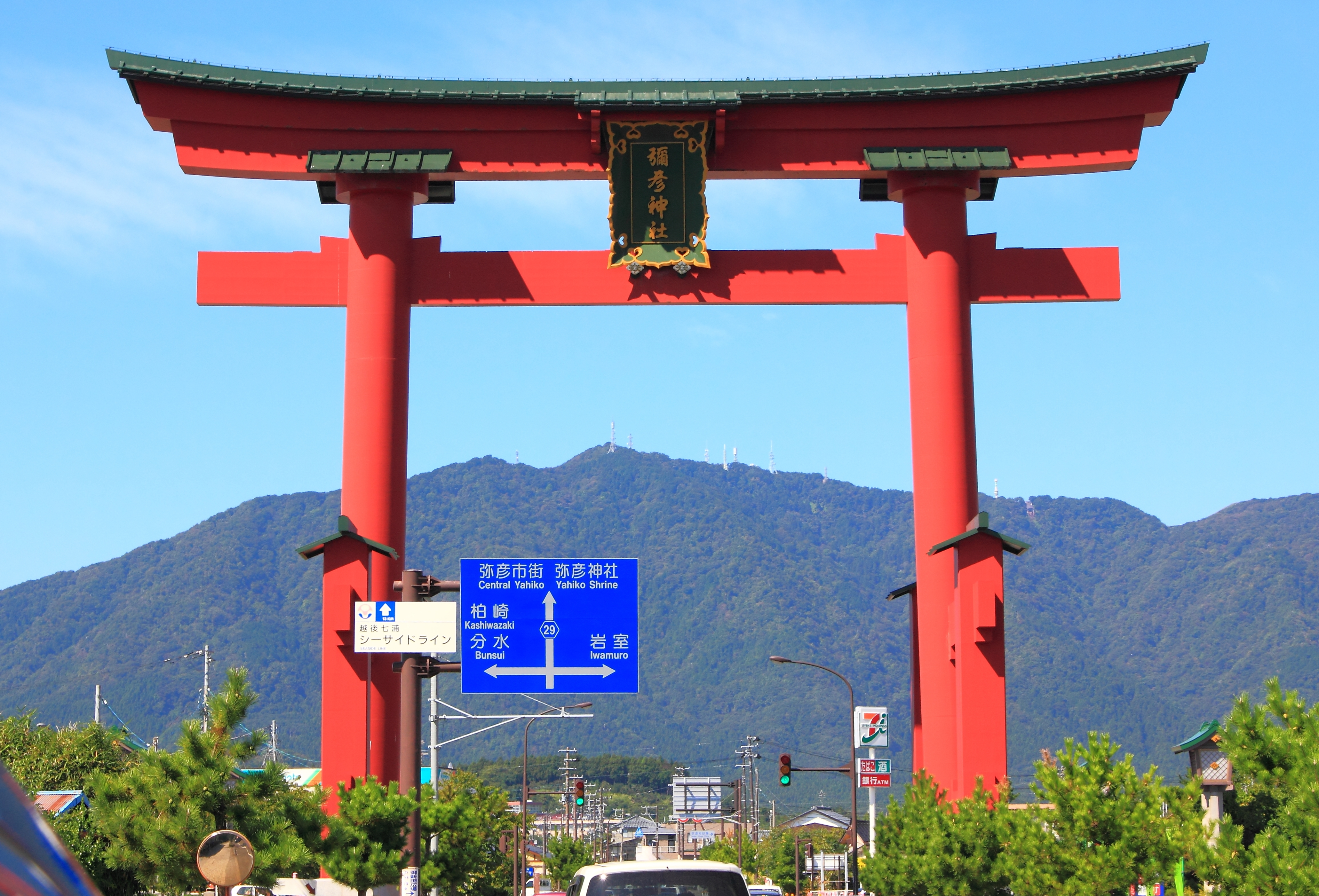
大鳥居（背後に弥彦山）
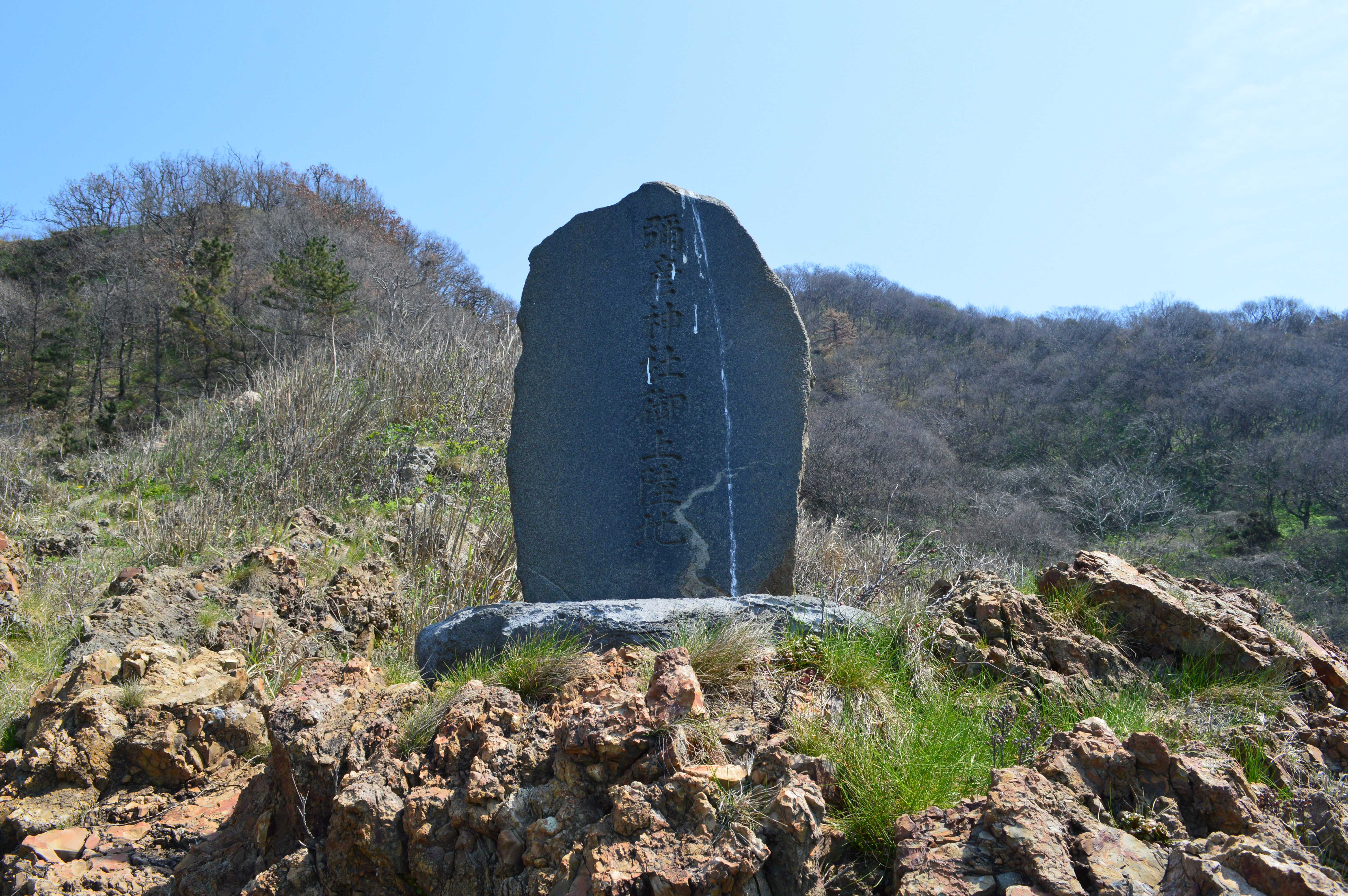
弥彦神社上陸地碑

## 摂末社

### 摂社・神廟

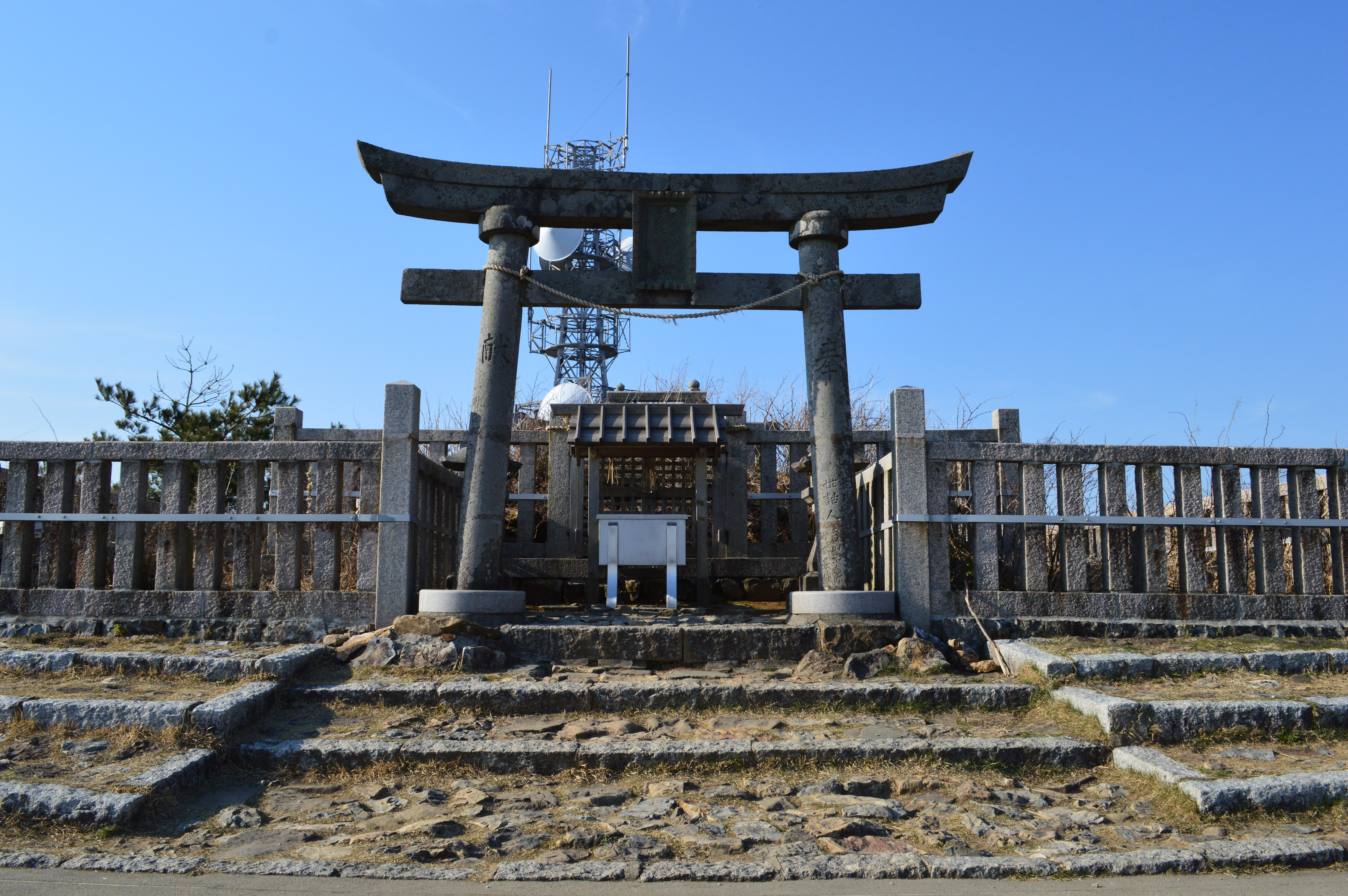
御神廟 （天香山命・熟穂屋姫命墓）
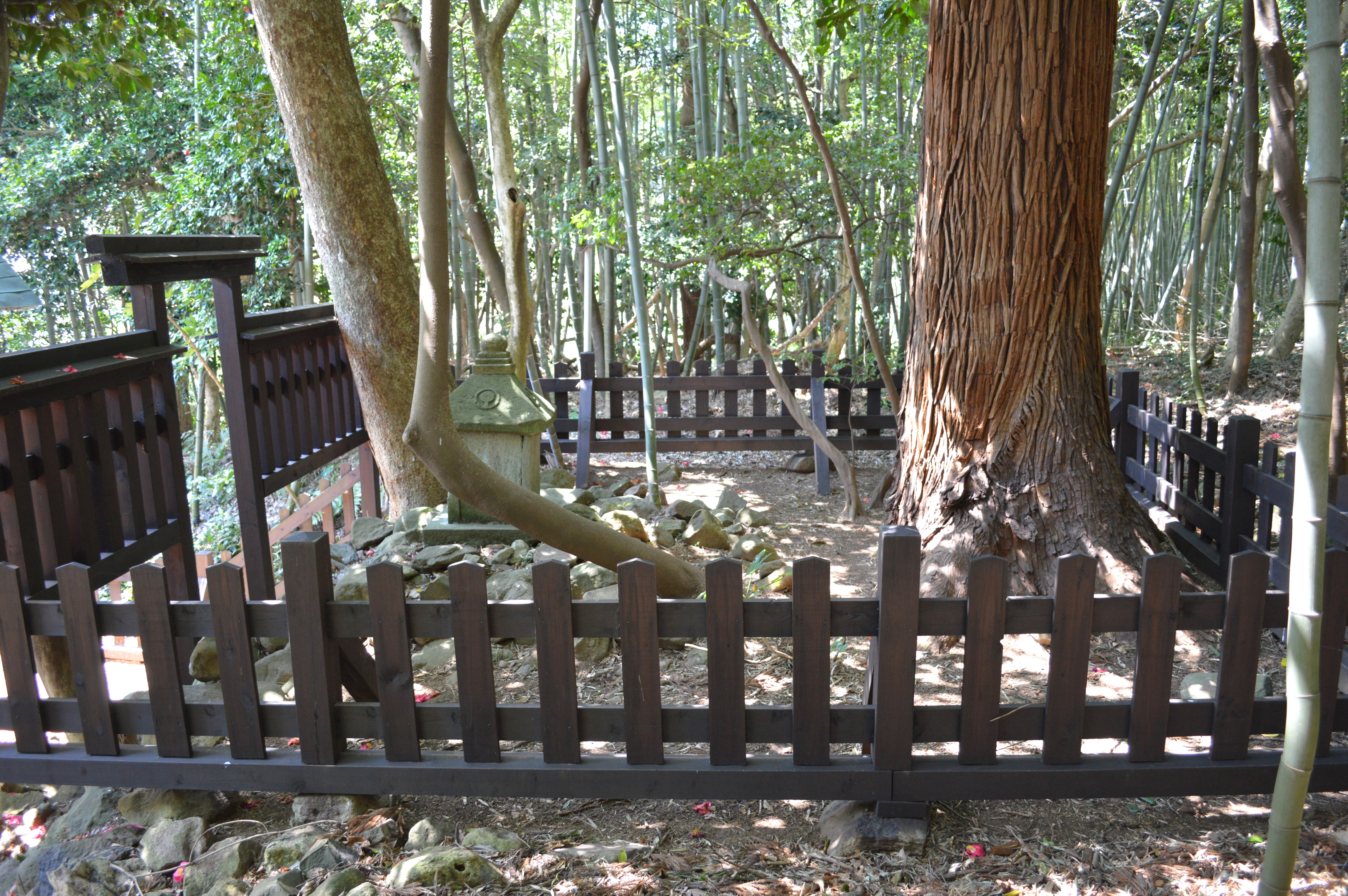
船山神廟 （天忍人命墓）
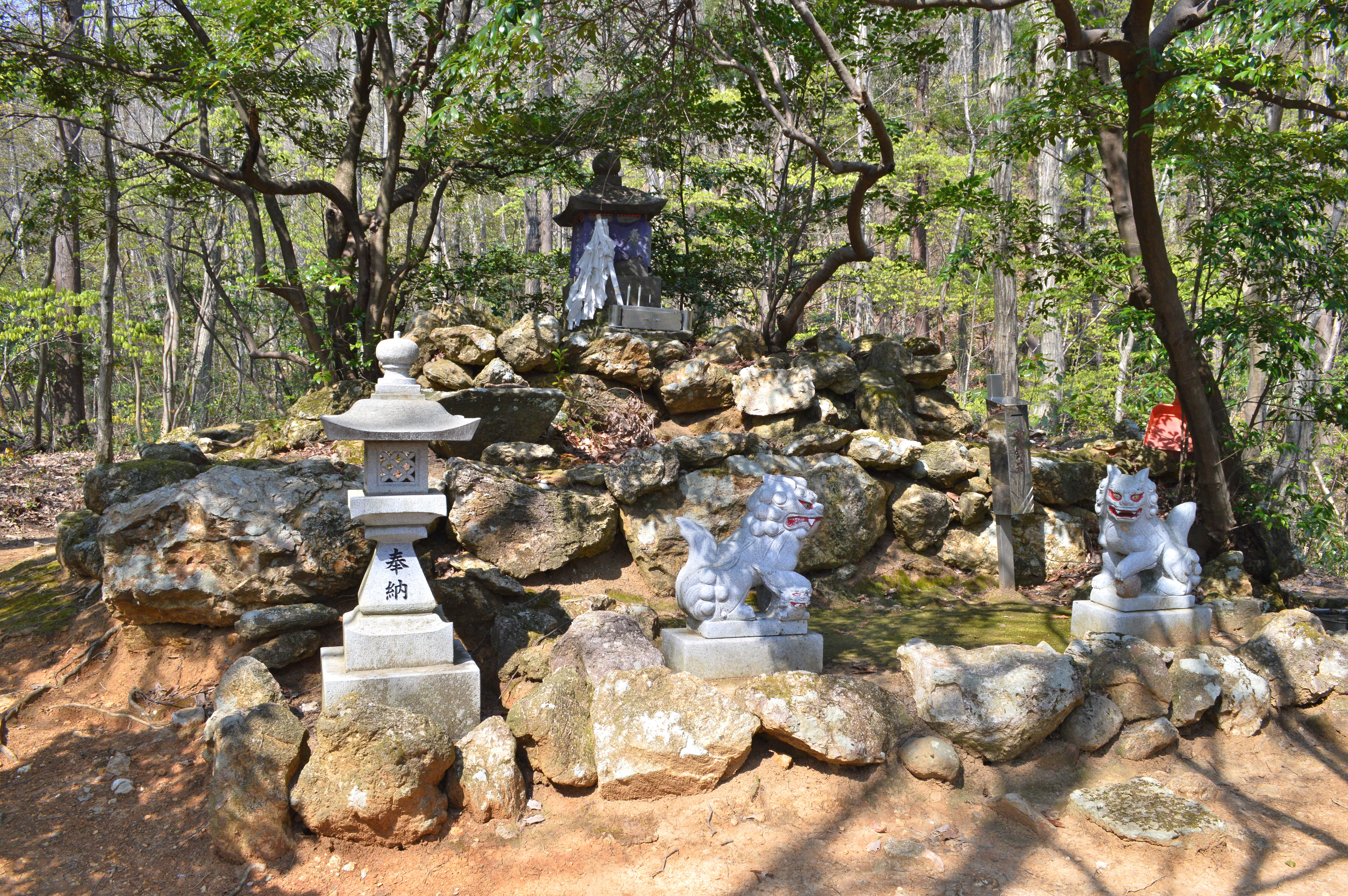
草薙神廟 （天戸国命墓）
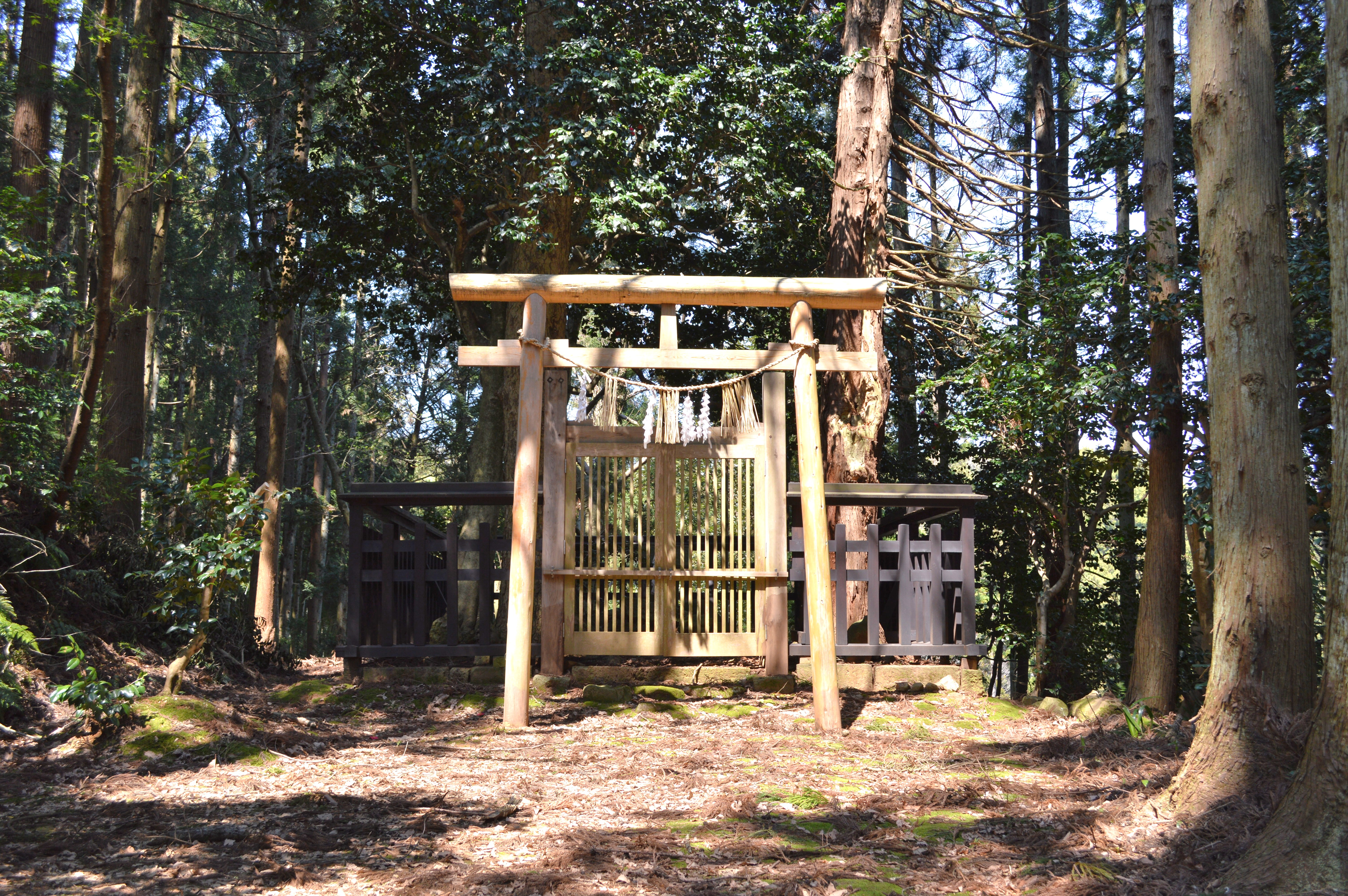
今山神廟 （建筒草命墓）
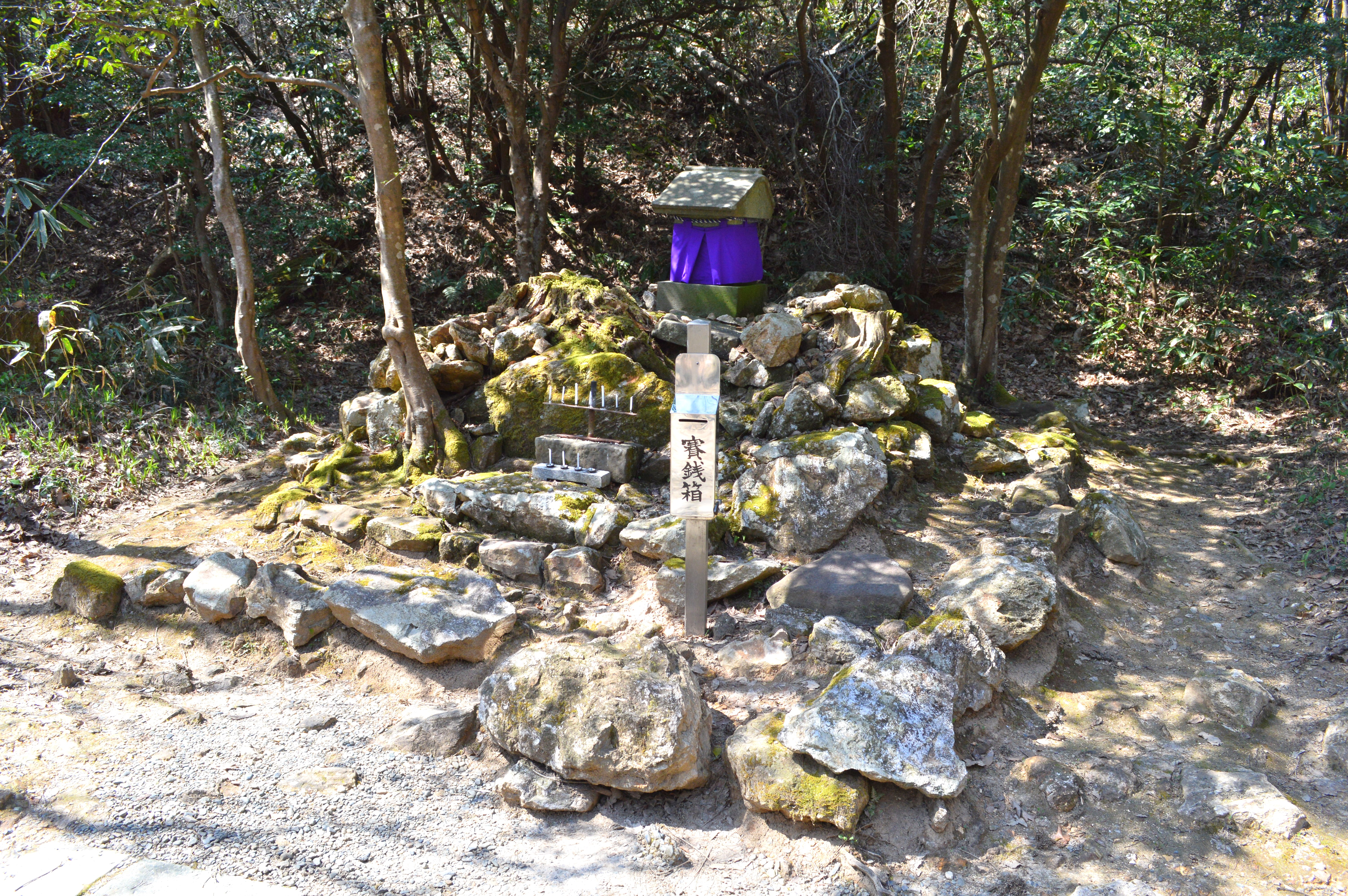
勝神廟 （建田背命墓）
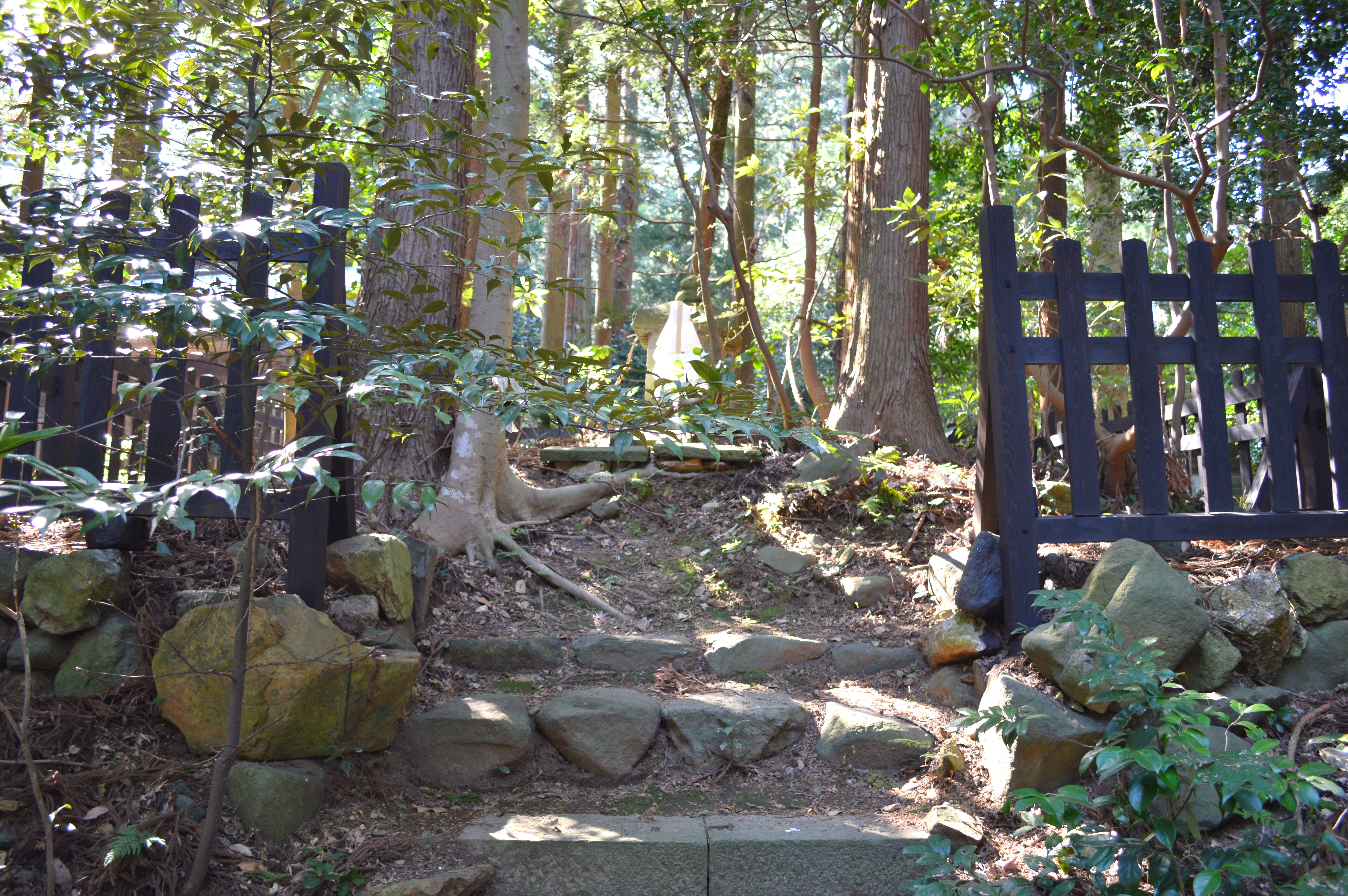
乙子神廟 （建諸隅命墓）

- 妻戸神社 （つまどじんじゃ）
  - 祭神：熟穂屋姫命 （うましほやひめのみこと） - 天香山命の妃神。
  - 鎮座地：長岡市寺泊野積（境外社、北緯37度41分31.28秒 東経138度47分41.13秒）
  - 神廟：御神廟（弥彦山頂）
- 武呉神社 （たけくれじんじゃ）
  - 祭神：天五田根命 （あめのいつたねのみこと） - 第1嗣（天香山命の後継第1代）。
  - 鎮座地：本社境内（北緯37度42分23.57秒 東経138度49分38.39秒 / 北緯37.7065472度 東経138.8273306度）
  - 神廟：本社境内
- 船山神社
  - 祭神：天忍人命 （あめのおしひとのみこと） - 第2嗣（後継第2代）。
  - 鎮座地：新潟市西蒲区福井（境外社、北緯37度45分28.33秒 東経138度50分13.82秒）
  - 神廟：鎮座地に同じ
- 草薙神社
  - 祭神：天戸国命 （あめのとくにのみこと） - 第3嗣（後継第3代）。
  - 鎮座地：本社境内
  - 神廟：弥彦公園内の御殿山（北緯37度41分55.70秒 東経138度49分44.37秒 / 北緯37.6988056度 東経138.8289917度）
- 今山神社
  - 祭神：建筒草命 （たけつつくさじんじゃ） - 第4嗣（後継第4代）。
  - 鎮座地：本社境内
  - 神廟：新潟市西蒲区樋曽（北緯37度44分43.29秒 東経138度50分00.62秒 / 北緯37.7453583度 東経138.8335056度）
- 勝神社 （すぐるじんじゃ）
  - 祭神：建田背命 （たけたせのみこと） - 第5嗣（後継第5代）。
  - 鎮座地：本社境内
  - 神廟：弥彦公園内の御殿山
- 乙子神社 （おとごじんじゃ）
  - 祭神：建諸隅命 （たけもろずみのみこと） - 第6嗣（後継第6代）。
  - 鎮座地：本社境内
  - 神廟：本社境内 - 旧本殿近くの椎の神木西脇に鎮座。
- 桜井神社
  - 祭神：天香山命
  - 鎮座地：弥彦村麓字小桜（境外社、北緯37度41分5.18秒 東経138度49分36.44秒） - 弥彦神社の旧跡と伝える。

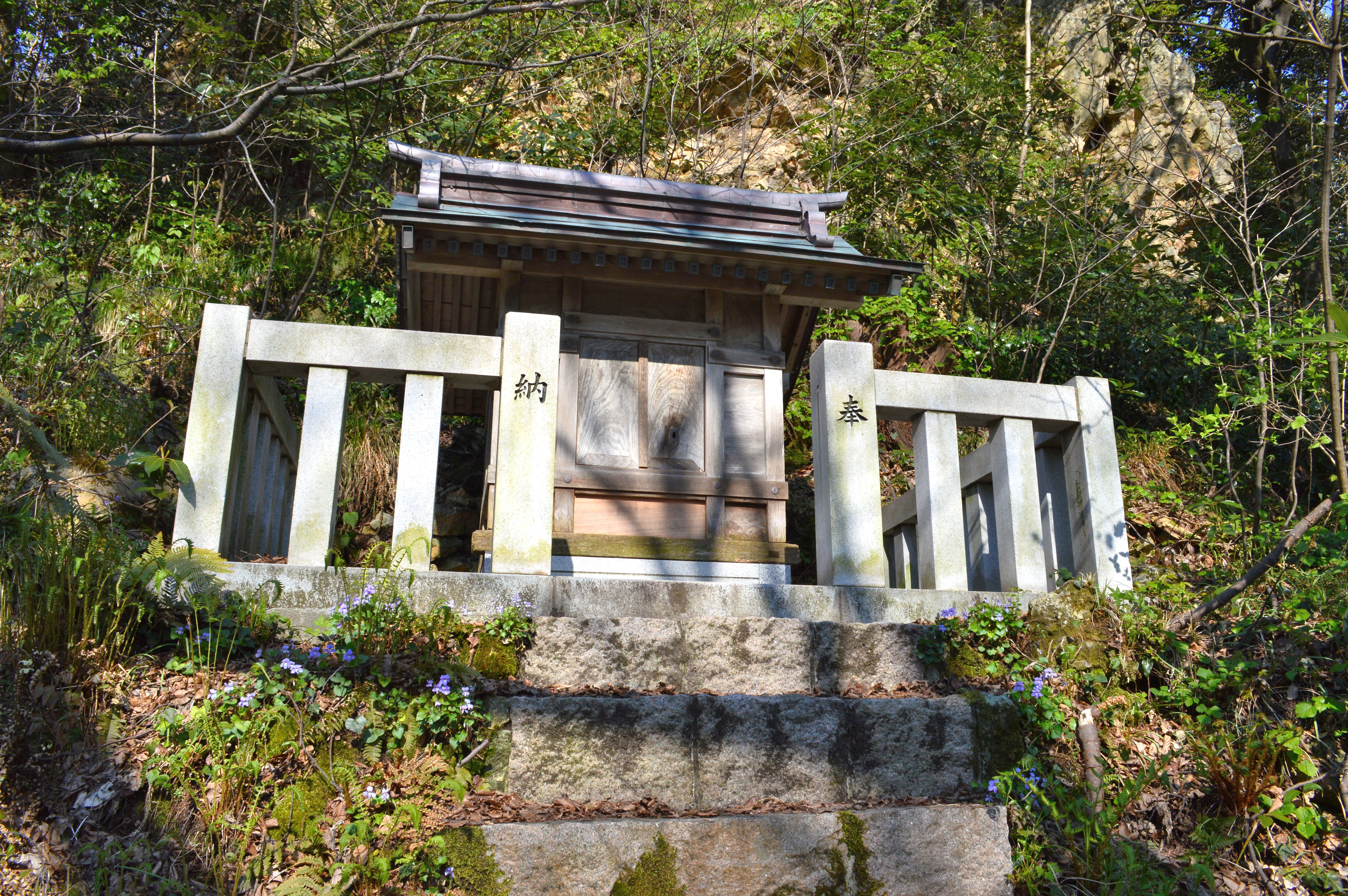
妻戸神社
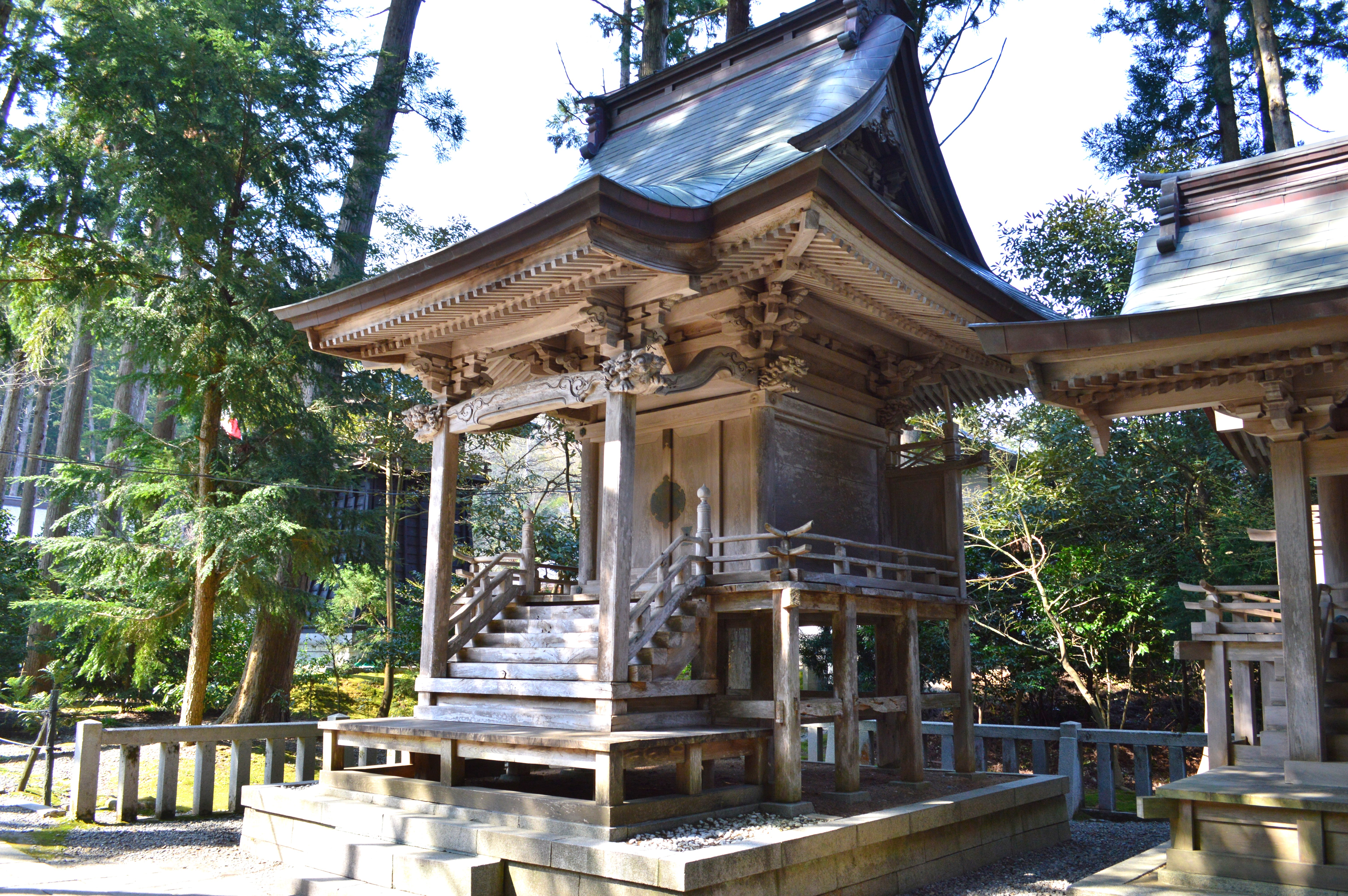
武呉神社
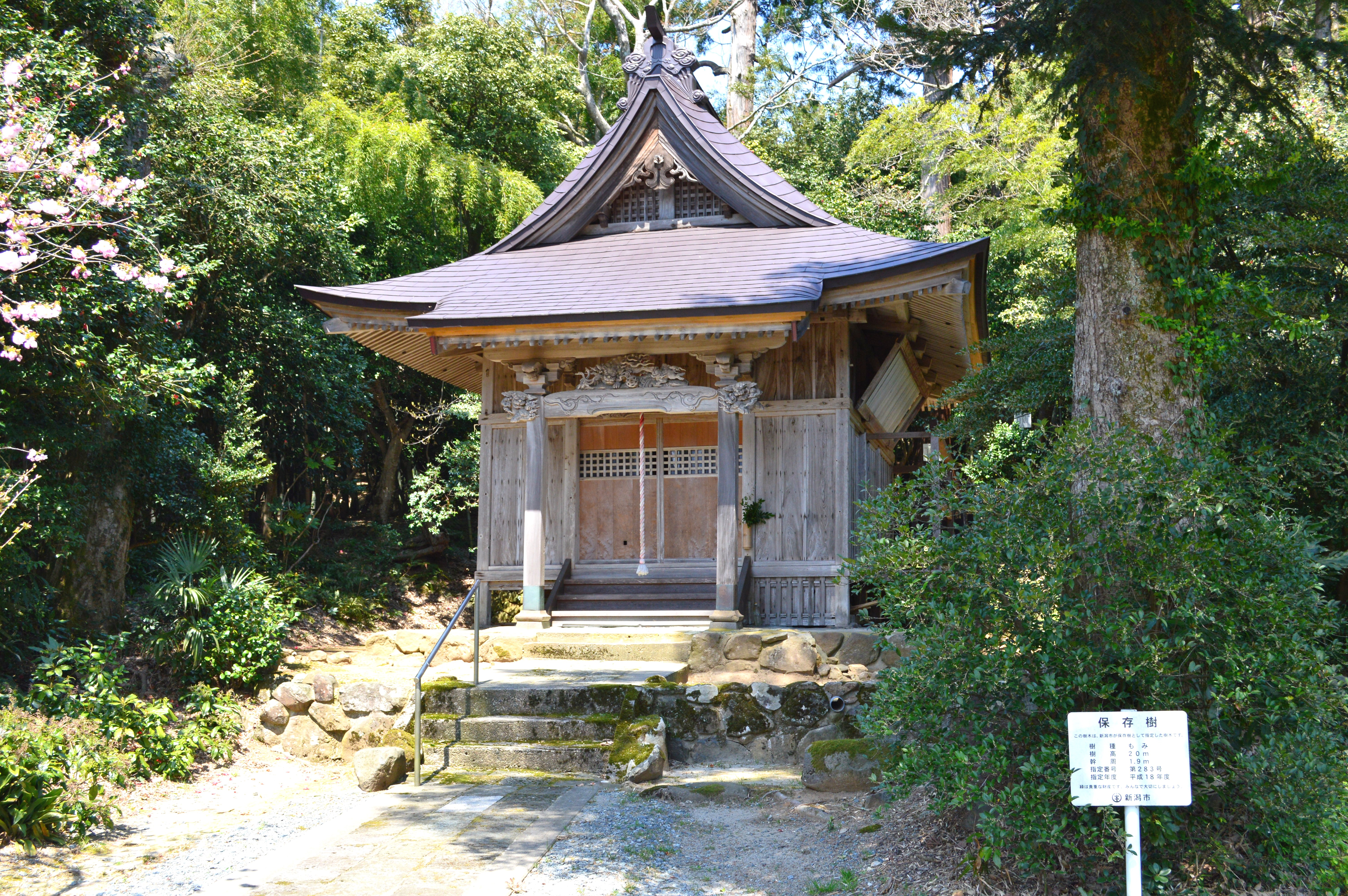
船山神社
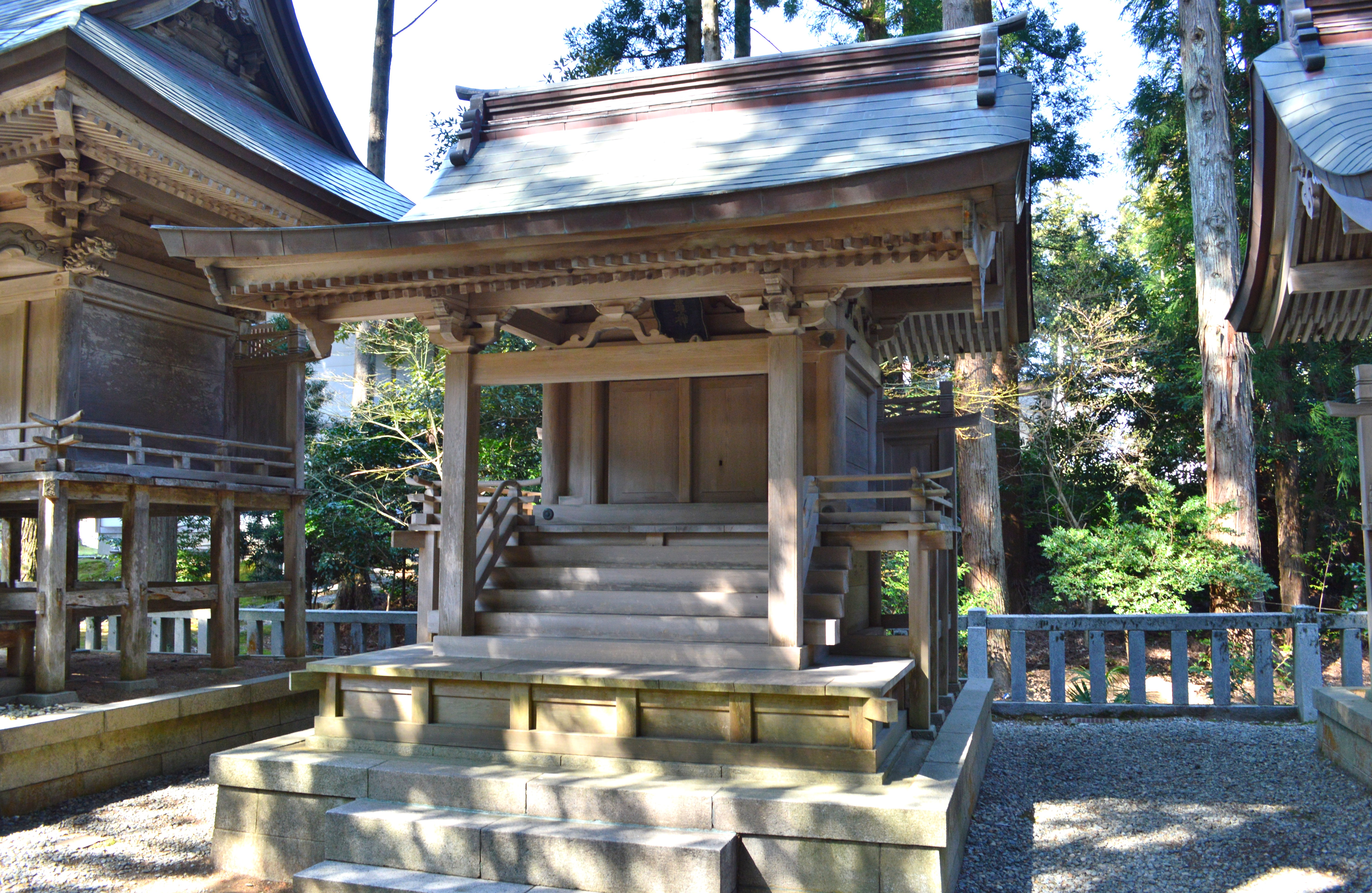
草薙神社
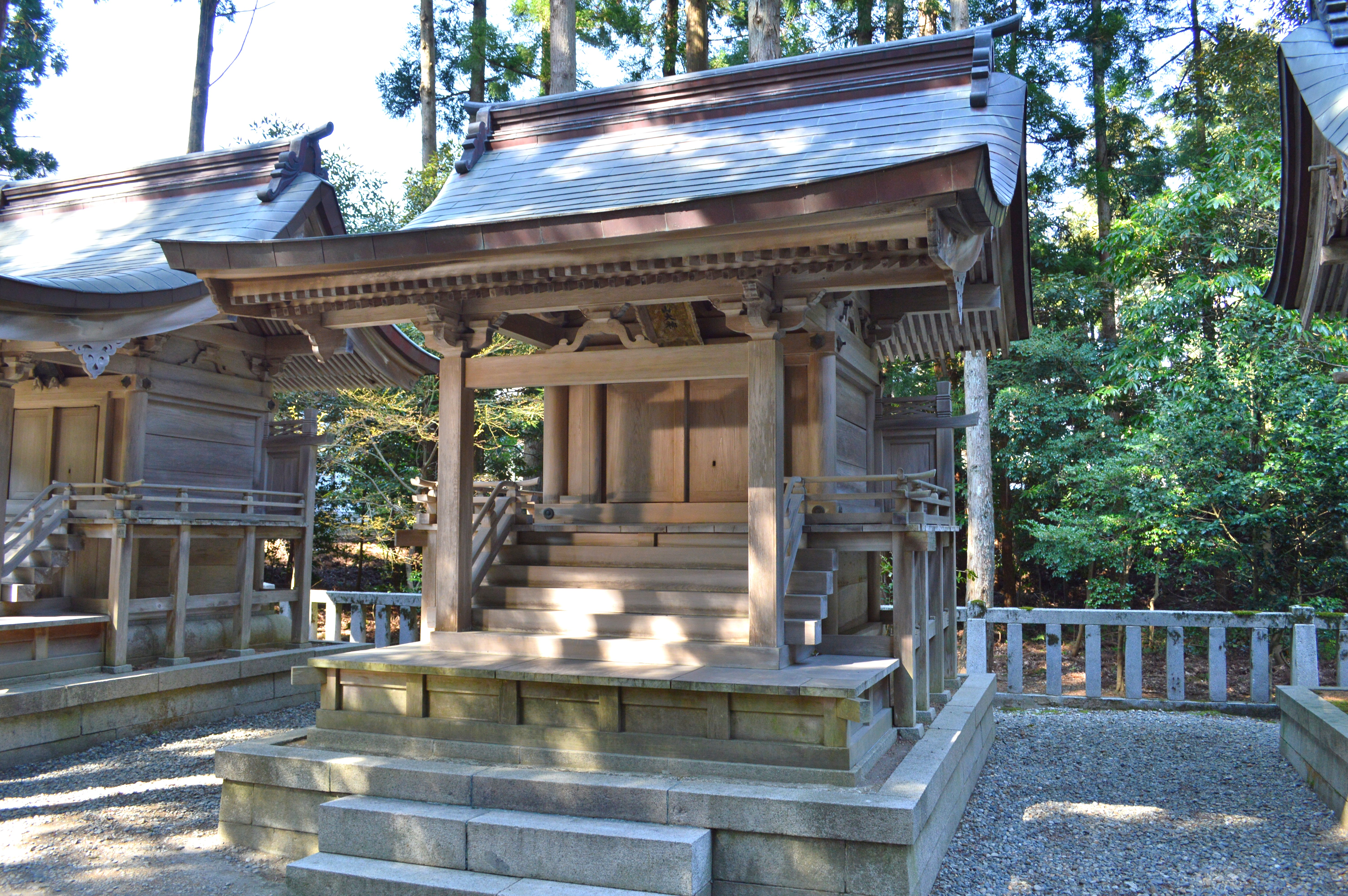
今山神社
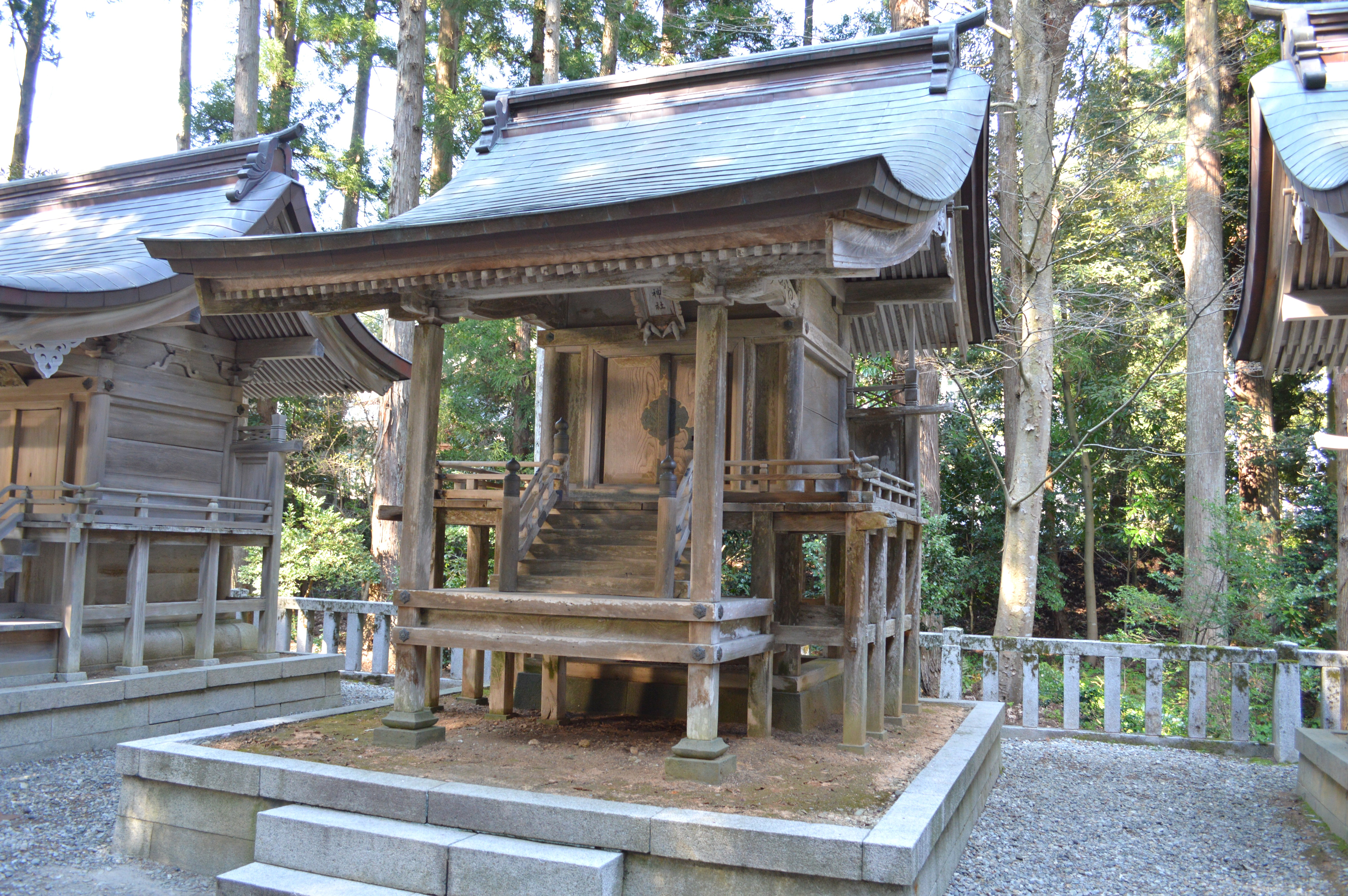
勝神社
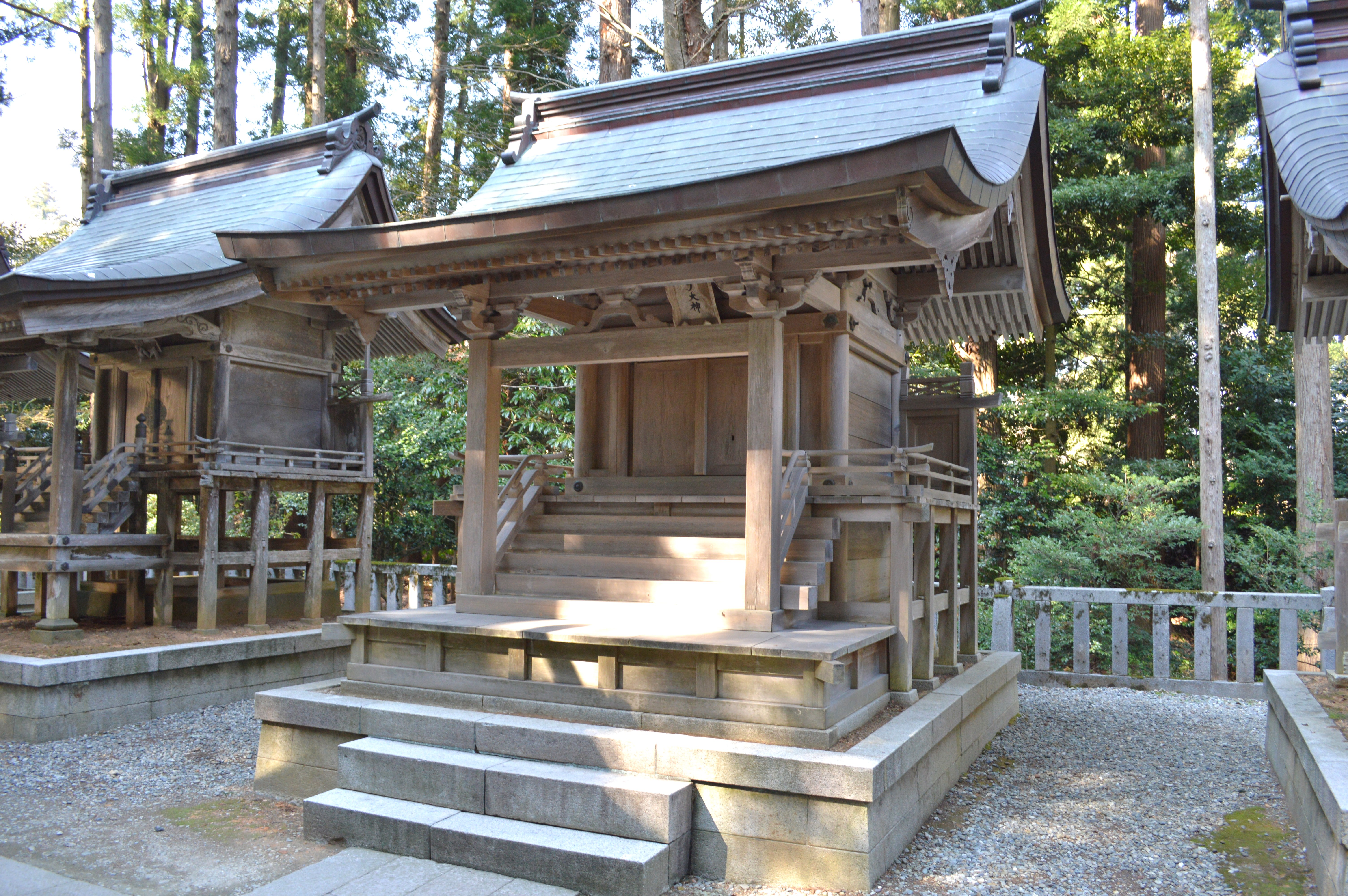
乙子神社
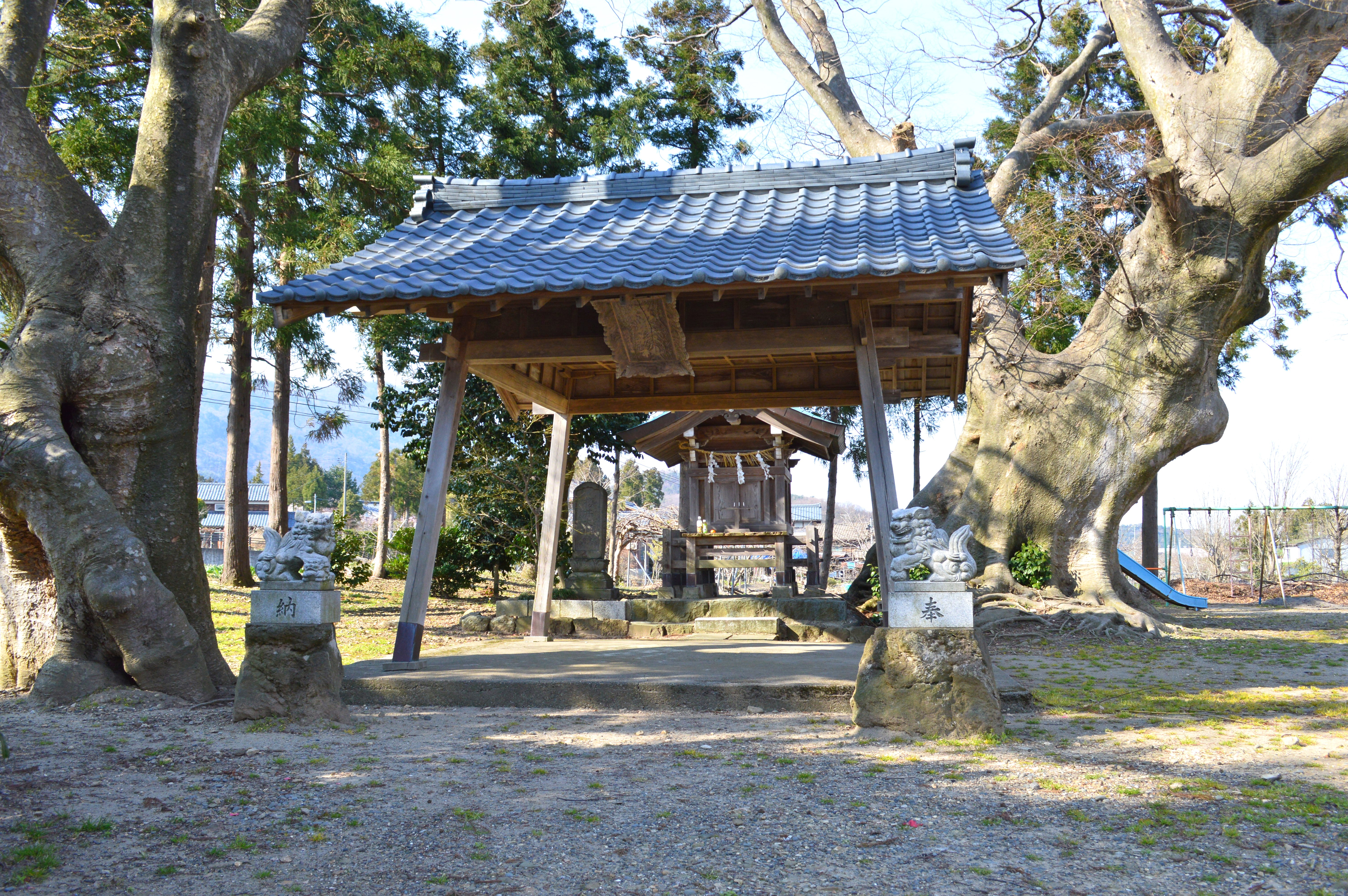
桜井神社

- 御神廟
（天香山命・熟穂屋姫命墓）
- 船山神廟
（天忍人命墓）
- 草薙神廟
（天戸国命墓）
- 今山神廟
（建筒草命墓）
- 勝神廟
（建田背命墓）
- 乙子神廟
（建諸隅命墓）

### 末社
境内社
- 二十二所社
  - 祭神：近畿周辺の著名な22神
- 八所神社
  - 祭神：京都以東の著名な8神
- 十柱神社 （とはしらじんじゃ）
  - 祭神：大己貴神ほか10柱の神

本来は大己貴神のみを祀ったが、元禄7年（1694年）長岡藩主・牧野忠辰が牧野氏に関わる4神を合祀して社殿が建てられ「五所宮」とされた。明治8年、新潟県燕市渡部の十柱神社から合祀して牧野氏の4神を除き、以後「十柱神社」と改めた。
社殿は江戸時代中期の造営で、国の重要文化財。
- 某神社
  - 祭神：不明

境外社
- 湯神社
- 祓戸神社 （はらえどじんじゃ） - 弥彦への本街道入口に鎮座し、穢れを除いていると伝えられる。
- 火宮神社 （ひのみやじんじゃ） - 祭神：迦具都知大神
- 住吉神社 - 祭神：住吉三神。境内には蛸ケヤキが立つ
- 上諏訪神社 - 祭神：建御名方命
- 下諏訪神社 - 祭神：建御名方命

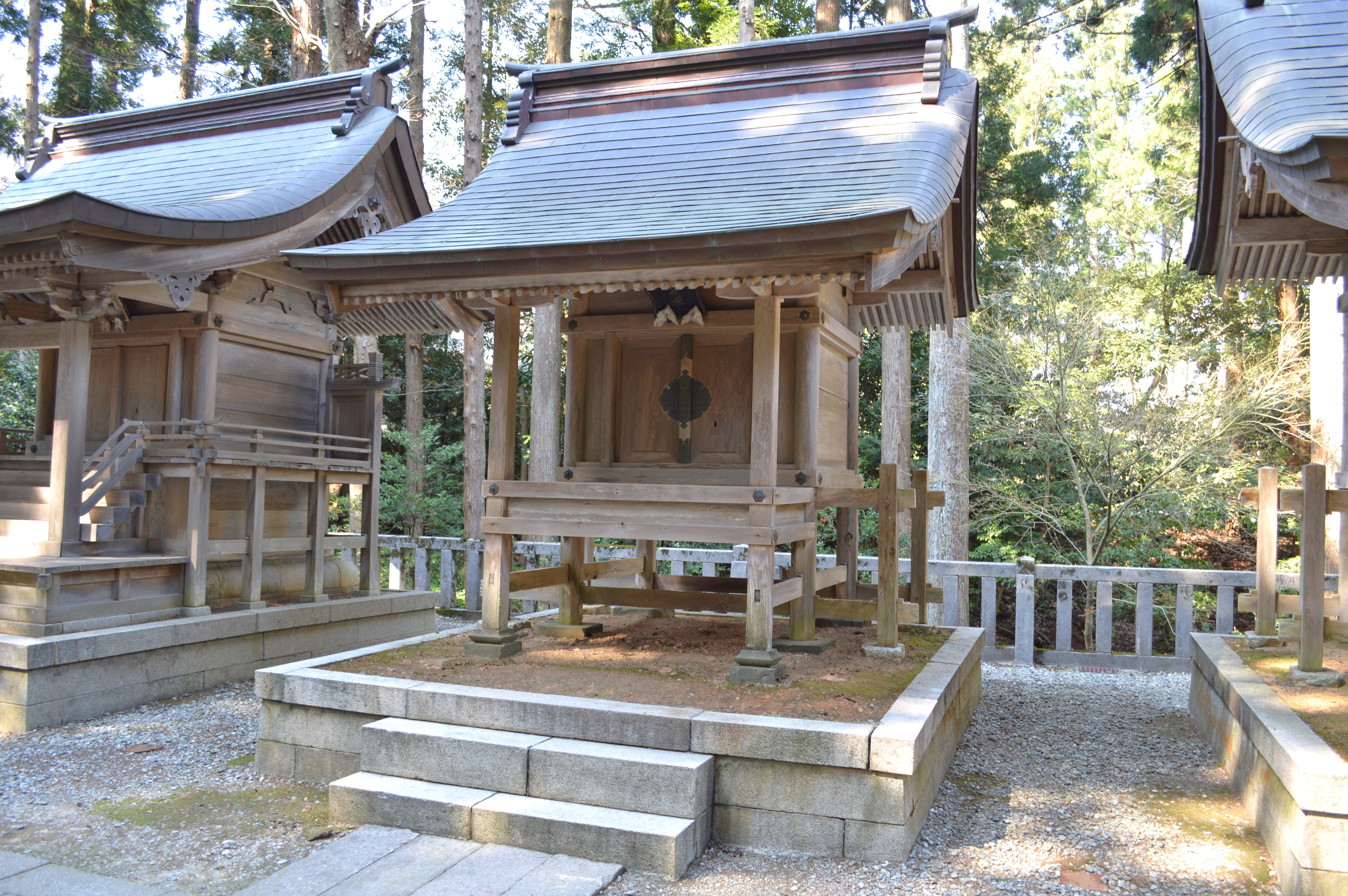
二十二所社
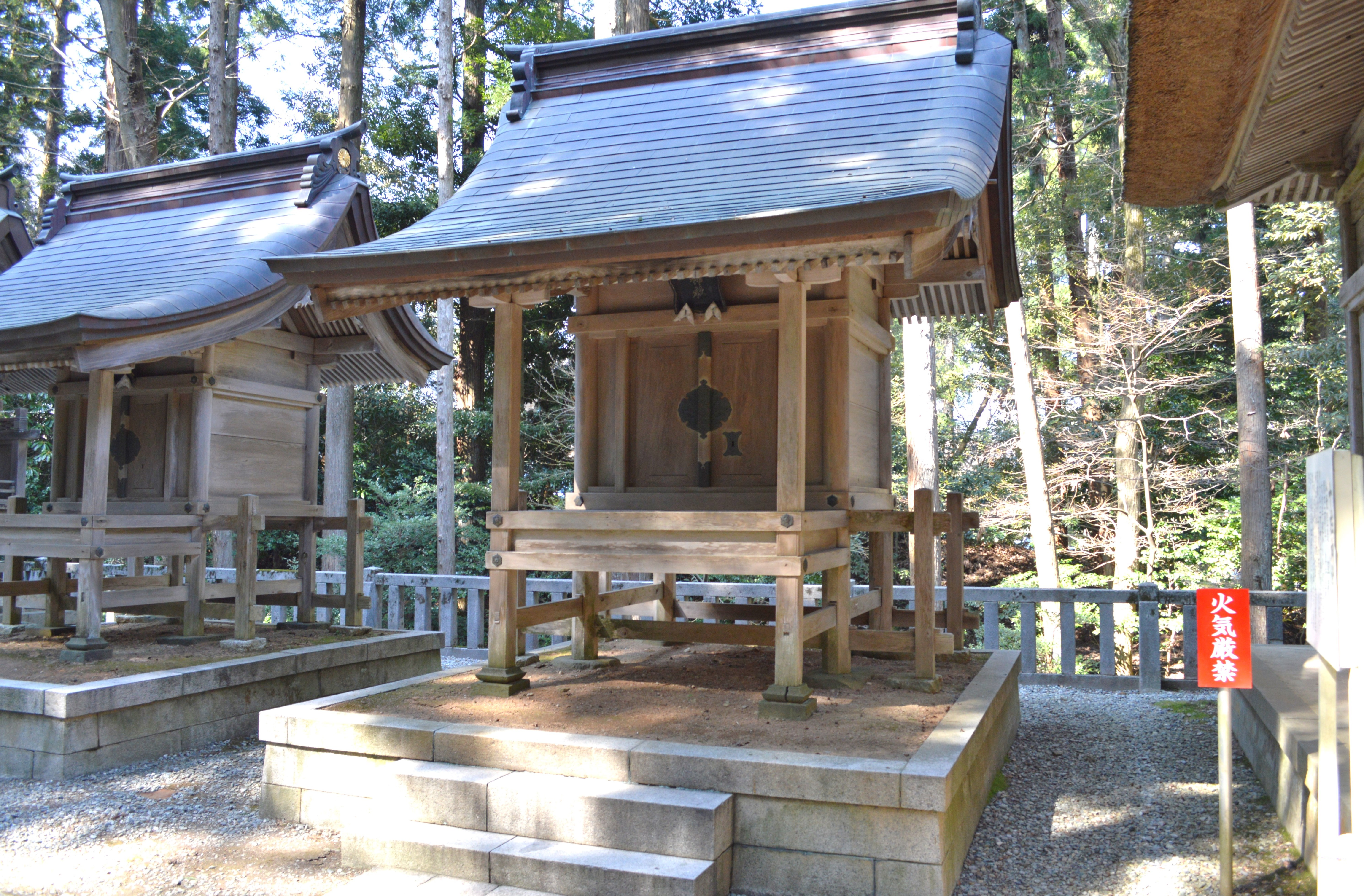
八所神社
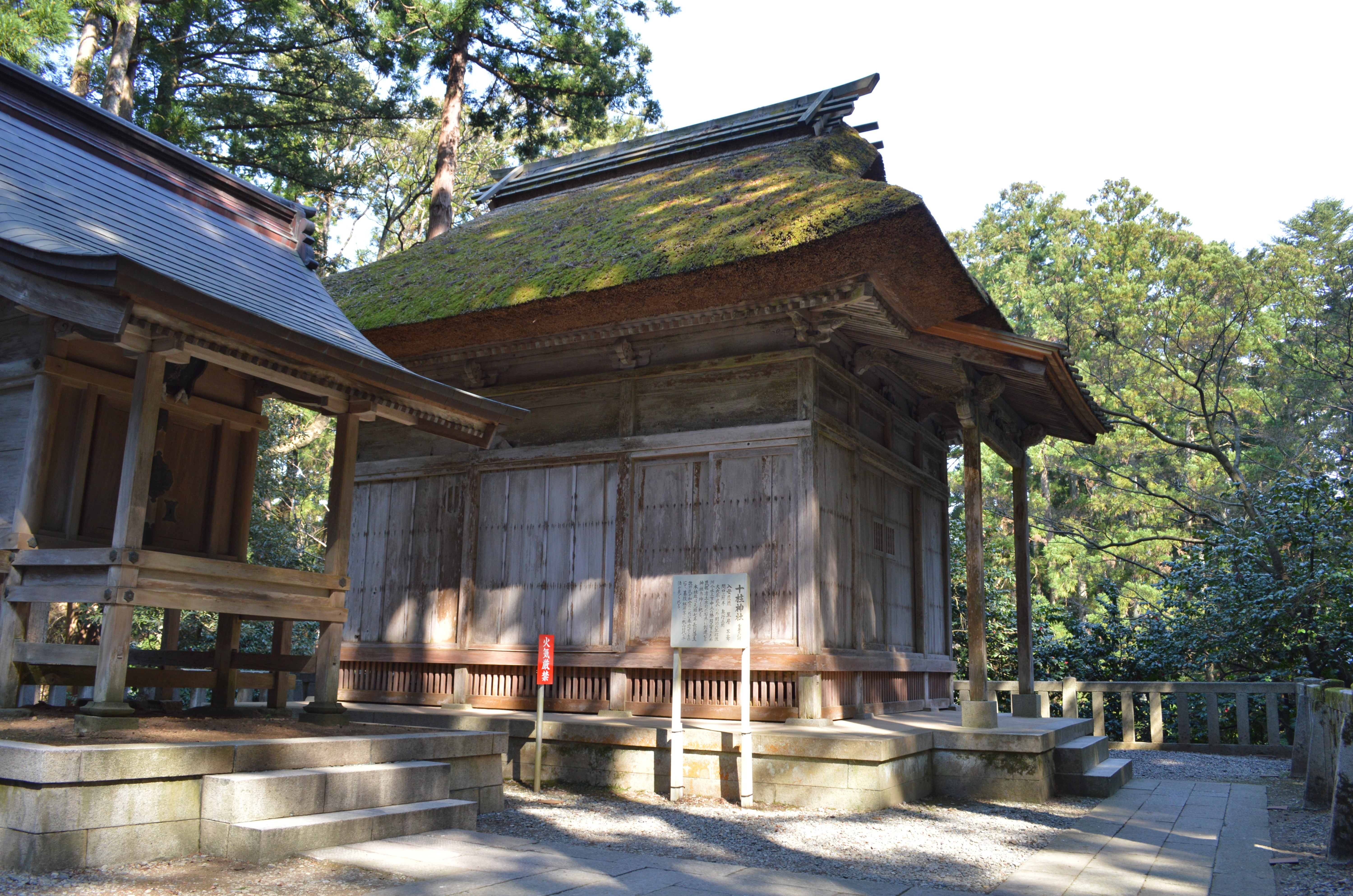
十柱神社（重要文化財）
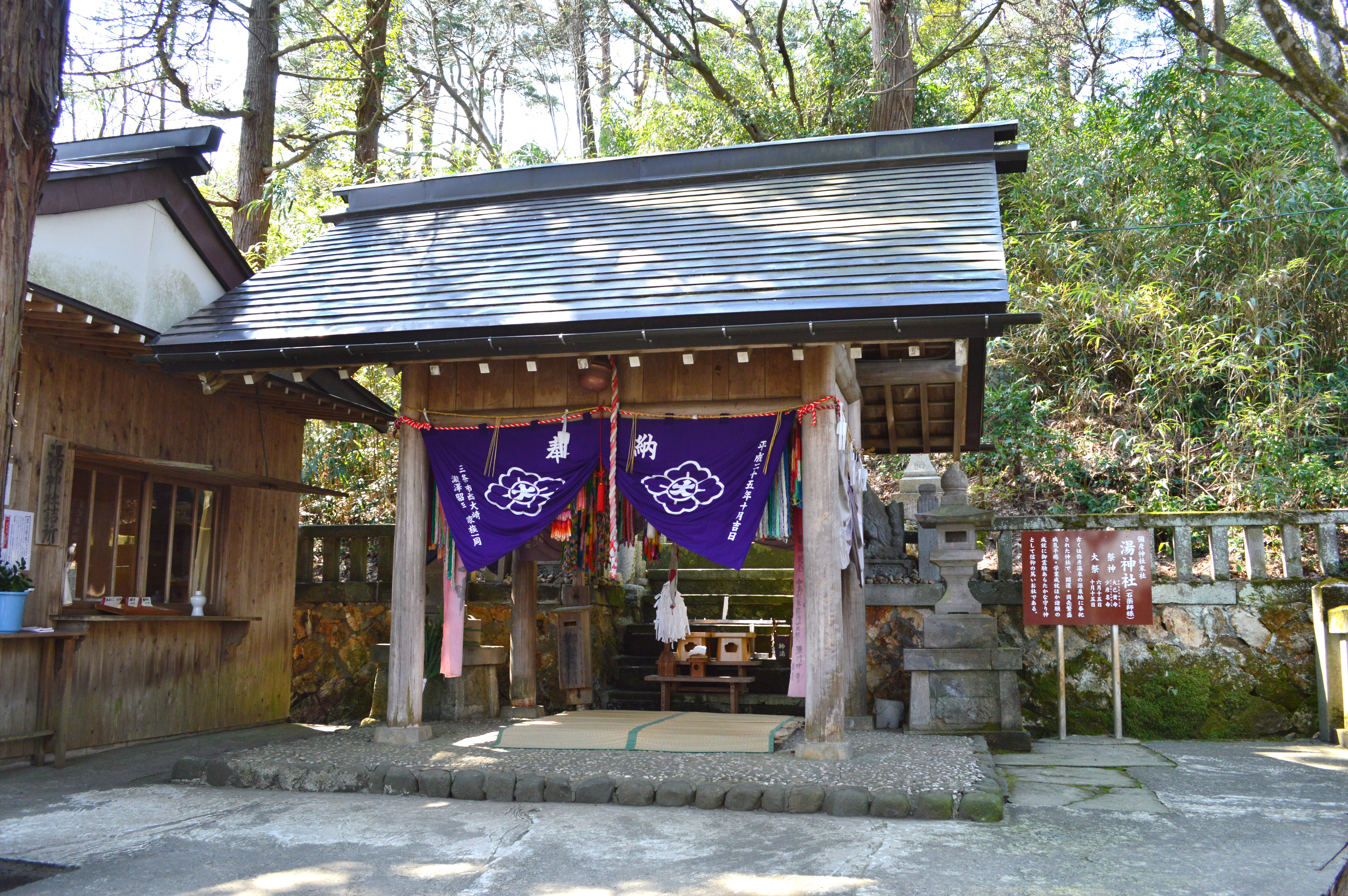
湯神社
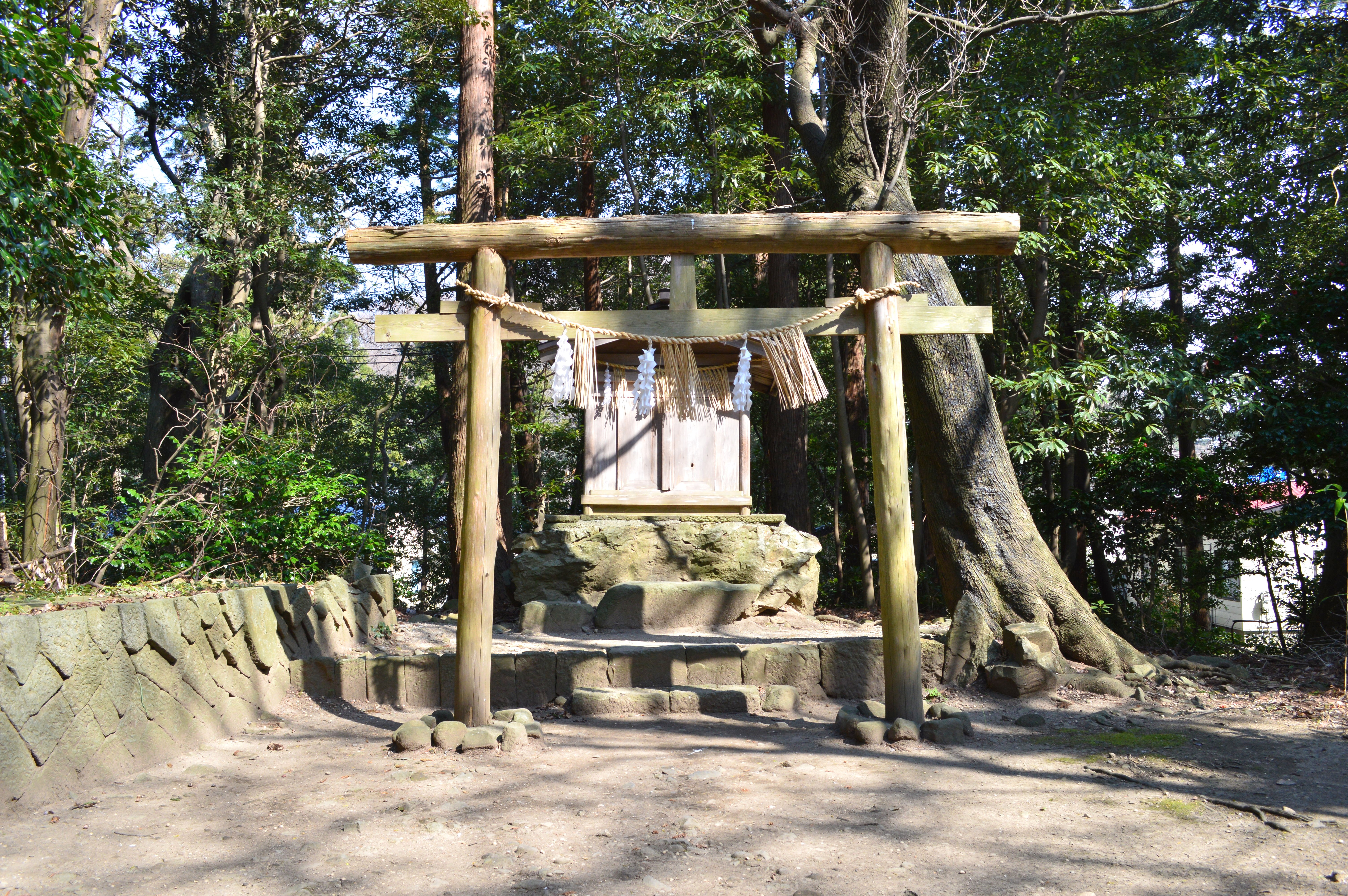
祓戸神社

## 文化財

### 重要文化財（国指定）
- 境内末社 十柱神社社殿（建造物） - 大正6年指定。
- 大太刀（銘 南無正八幡大菩薩右恵門烝家盛 南無唵摩利支天源定重応永廿二年十二月日）（工芸品）
通称「志田大太刀（しだのおおたち）」。室町時代、備前長船派の刀工家盛の作。刃渡220.4cmの大太刀。昭和4年指定。
- 鉄仏餉鉢（工芸品）
嘉暦2年（1326年）銘。昭和34年指定。

### 重要無形民俗文化財（国指定）
弥彦神社燈篭おしと舞楽 - 昭和53年指定。
燈篭おし（燈籠神事）
- 日本三大燈籠祭りのひとつ。京都祇園社の祇園会が伝わり発展したもので、その伝来は寛徳年間。疫病退散、五穀豊穣を願う祭りで、7月25日の21時、弥彦神社の拝殿から2基の御神輿を中心に、10数台の花燈籠、田楽燈籠、神職、氏子、舞童ほかの1キロメートル近い行列が、村内を練りながら巡行し拝殿へ戻る。花燈籠は横2.5m、縦1.25m、高さ0.8mほどの台座に雪洞を立て、さまざまな造花で飾ったものである。

舞楽
- 神歌楽の舞と天犬の舞 - 燈篭が社に還った後、神前の仮舞台で舞われる一社秘伝の稚児舞で、9歳前後の男児が勤める。
  - 神歌楽の舞 - 装束は銀烏帽子、紅梅の水干、大口をつけ、羯鼓を打ちつつ舞う。
  - 天犬の舞 - 装束は頭に天犬の面、紅梅の水干、大口をつけ、赤熊(しゃぐま)を垂らし舞う、獅子舞とも。
- 小神楽 - 正月の夜宴神事と2月の神幸神事に拝殿で奉奏されるほか、崇敬者らの祈願の際にも奉奏される巫女舞
- 大々神楽 - 妻戸大神例祭（妃神例祭）に舞殿で奏される、四天王寺系の舞
  - 地久楽 - 大人面舞一人
  - 戟舞(えんぶ)- 矛の舞とも、稚児舞四人
  - 弓の舞 - 稚児舞四人
  - 陵王 - 大人面舞一人
  - 轔河(りんが) - 花の舞とも、稚児舞四人
  - 安摩(あま) - 大人面舞一人
  - 神面(かんめん) - 大人面舞一人
  - 二の舞 - 大人面舞一人
  - 児納蘇利(こなそり) - 稚児舞一人
  - 泔珠(かんじゅ) - 扇の舞とも、稚児舞四人
  - 抜頭(ばとう) - 稚児舞一人
  - 大納蘇利(おおなそり) - 大人面舞二人
  - 泰平楽(たいへいらく) - 太刀の舞とも、稚児舞四人

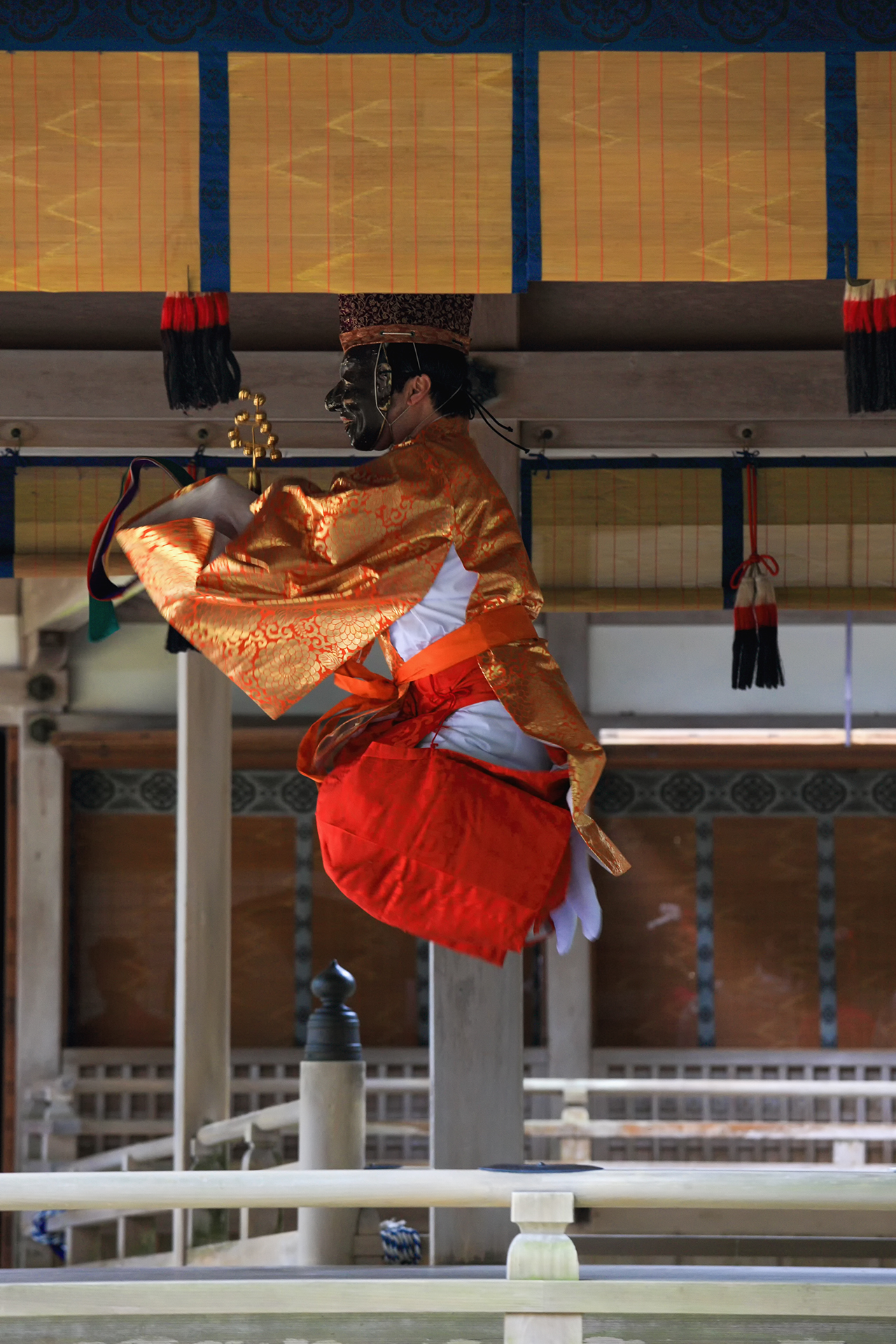
地久楽
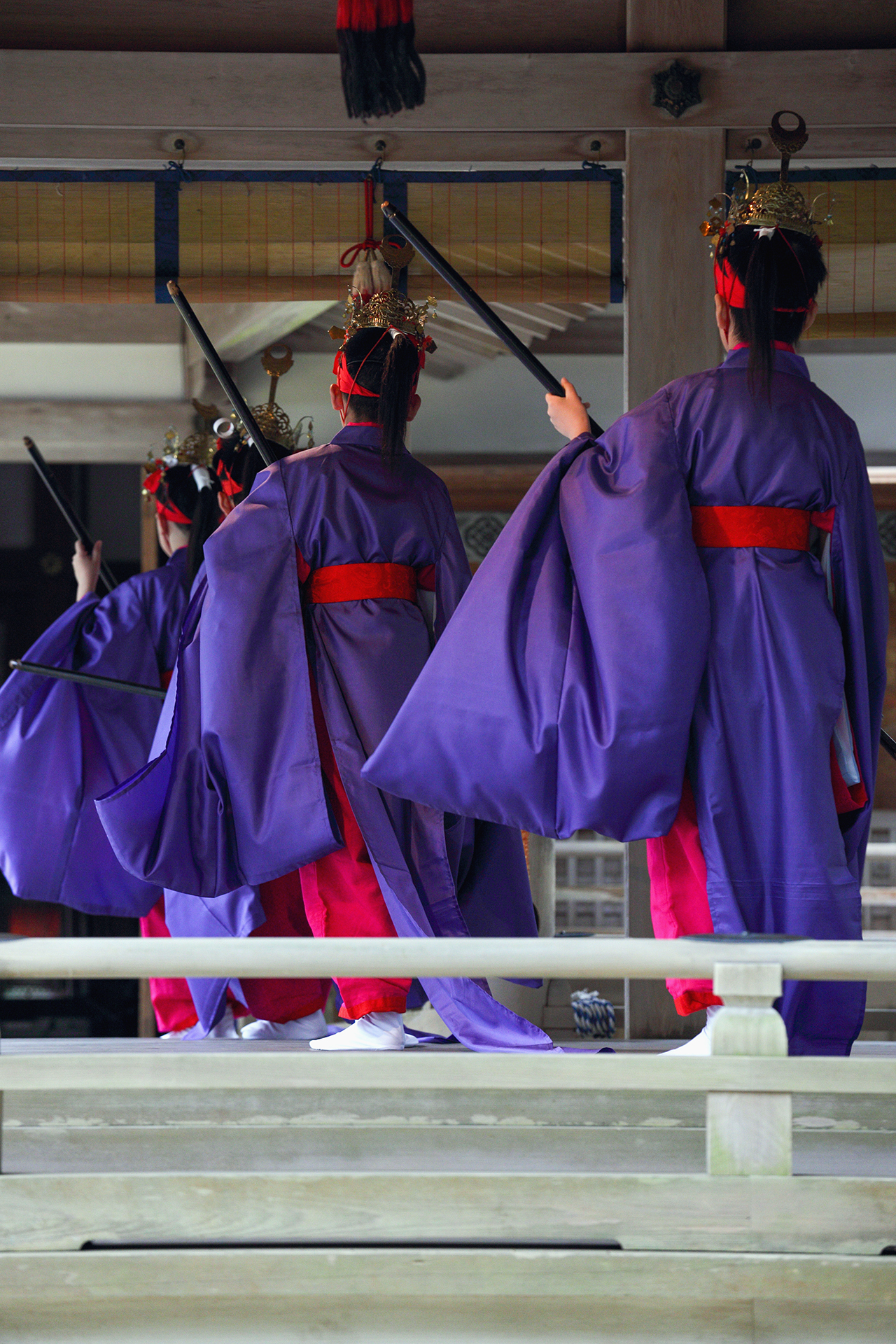
戟舞
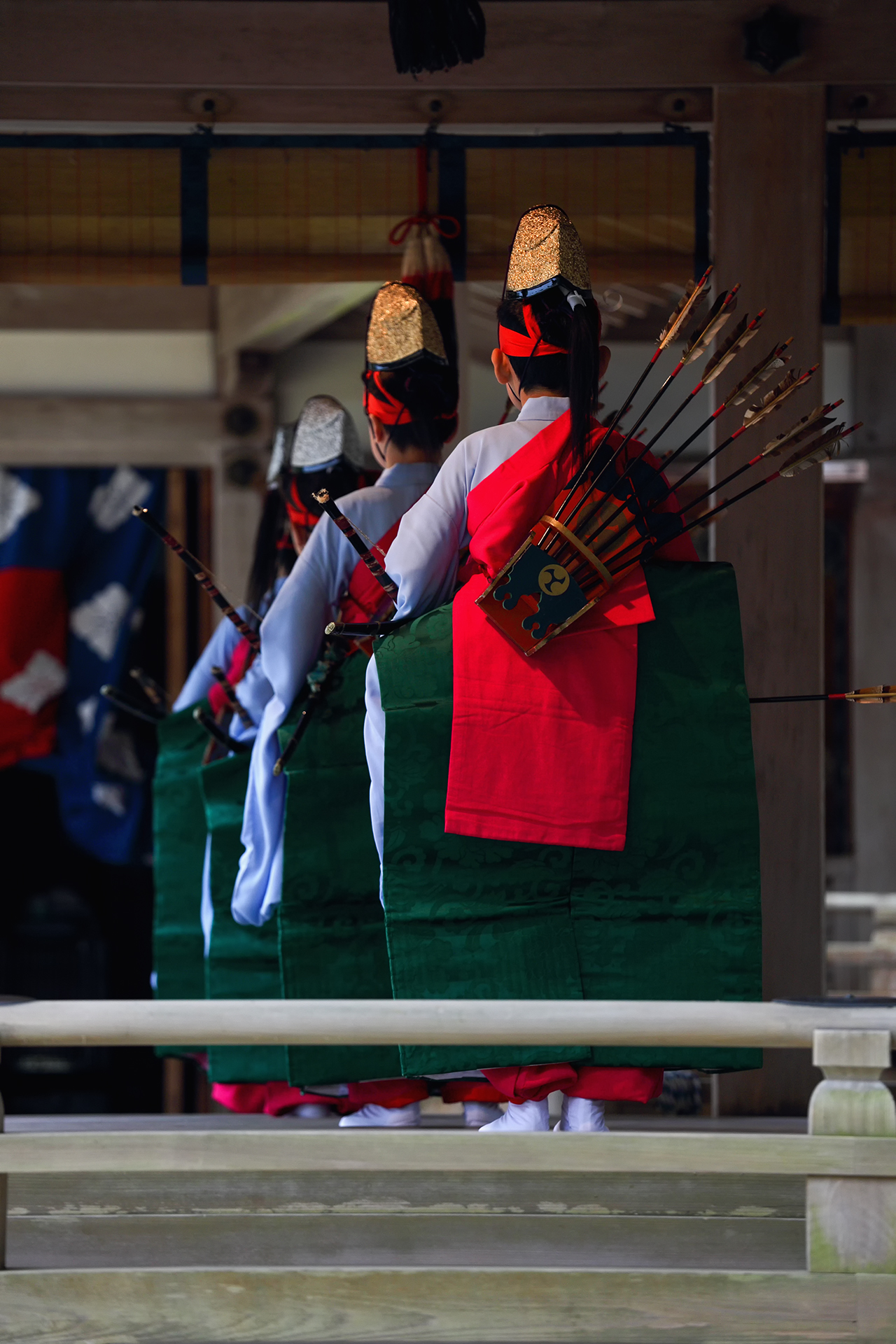
弓の舞
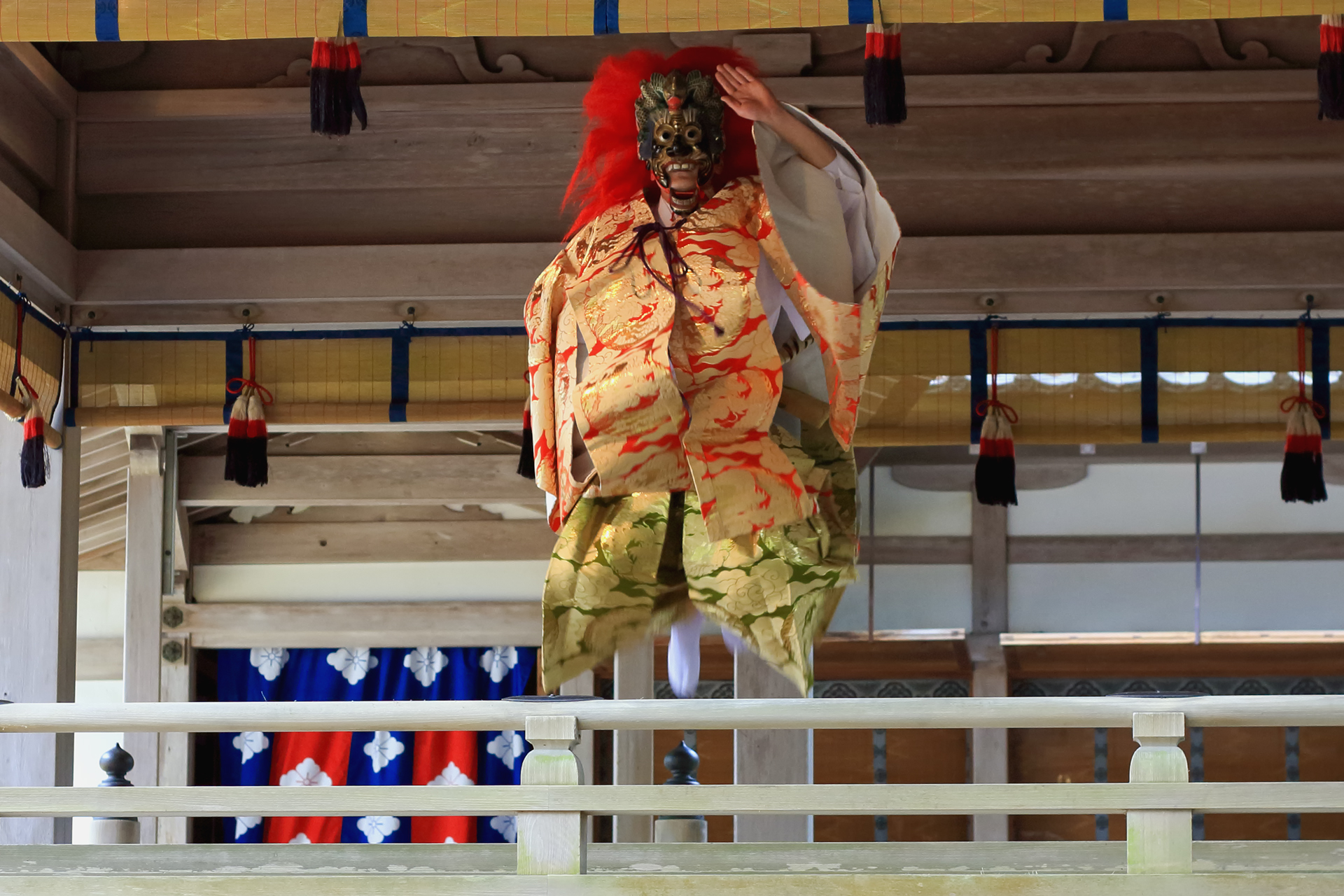
陵王
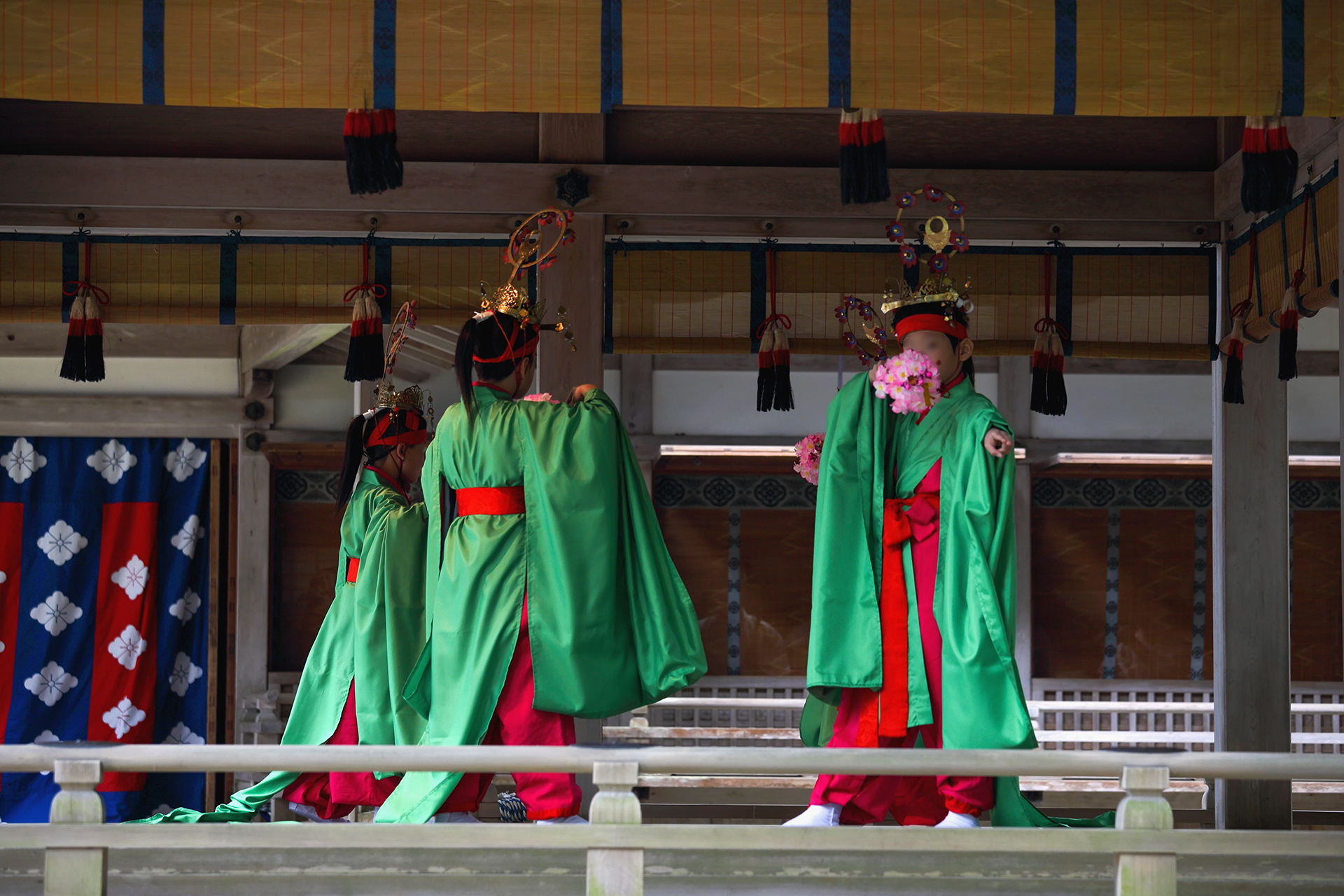
轔河
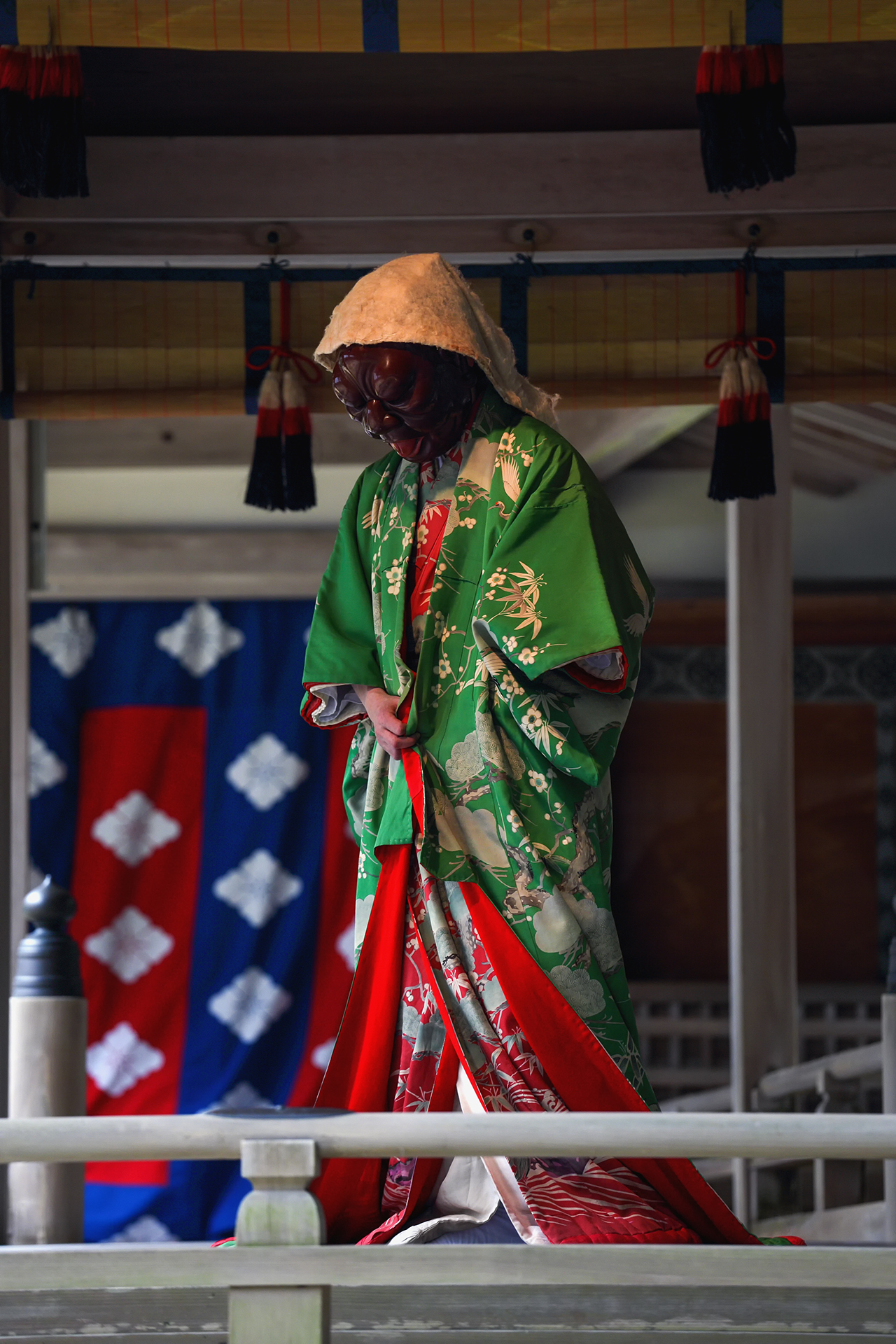
安摩
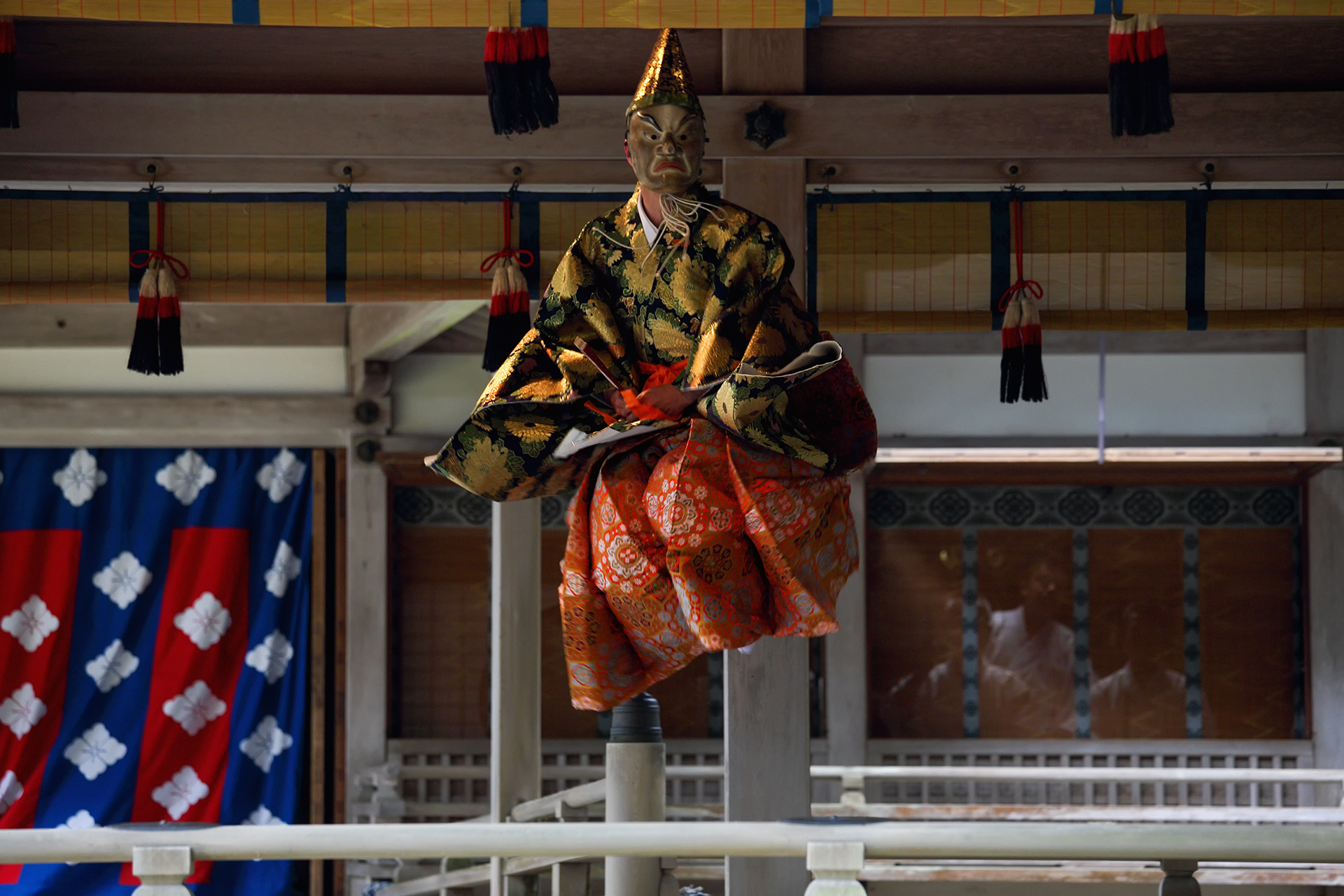
神面
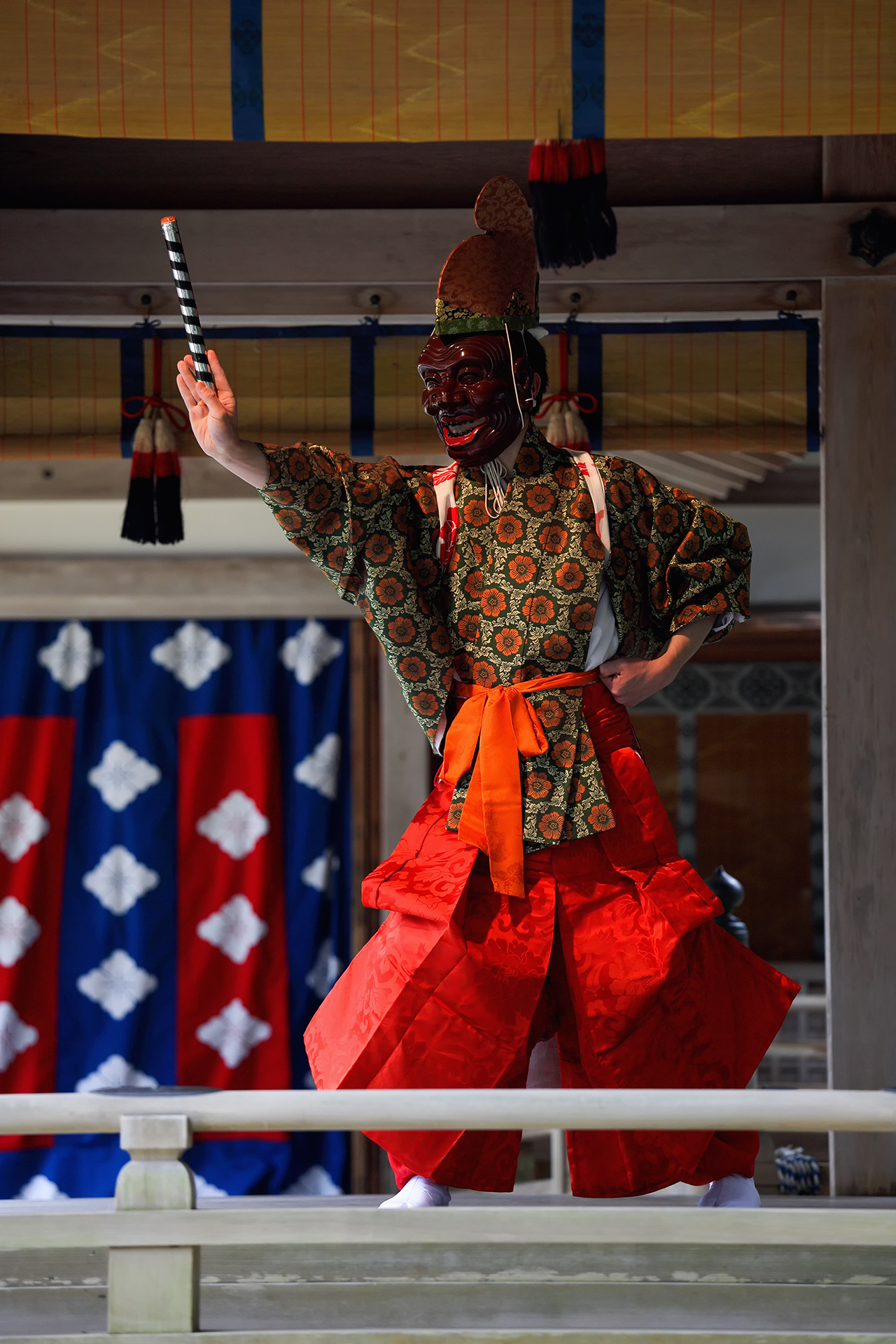
二の舞
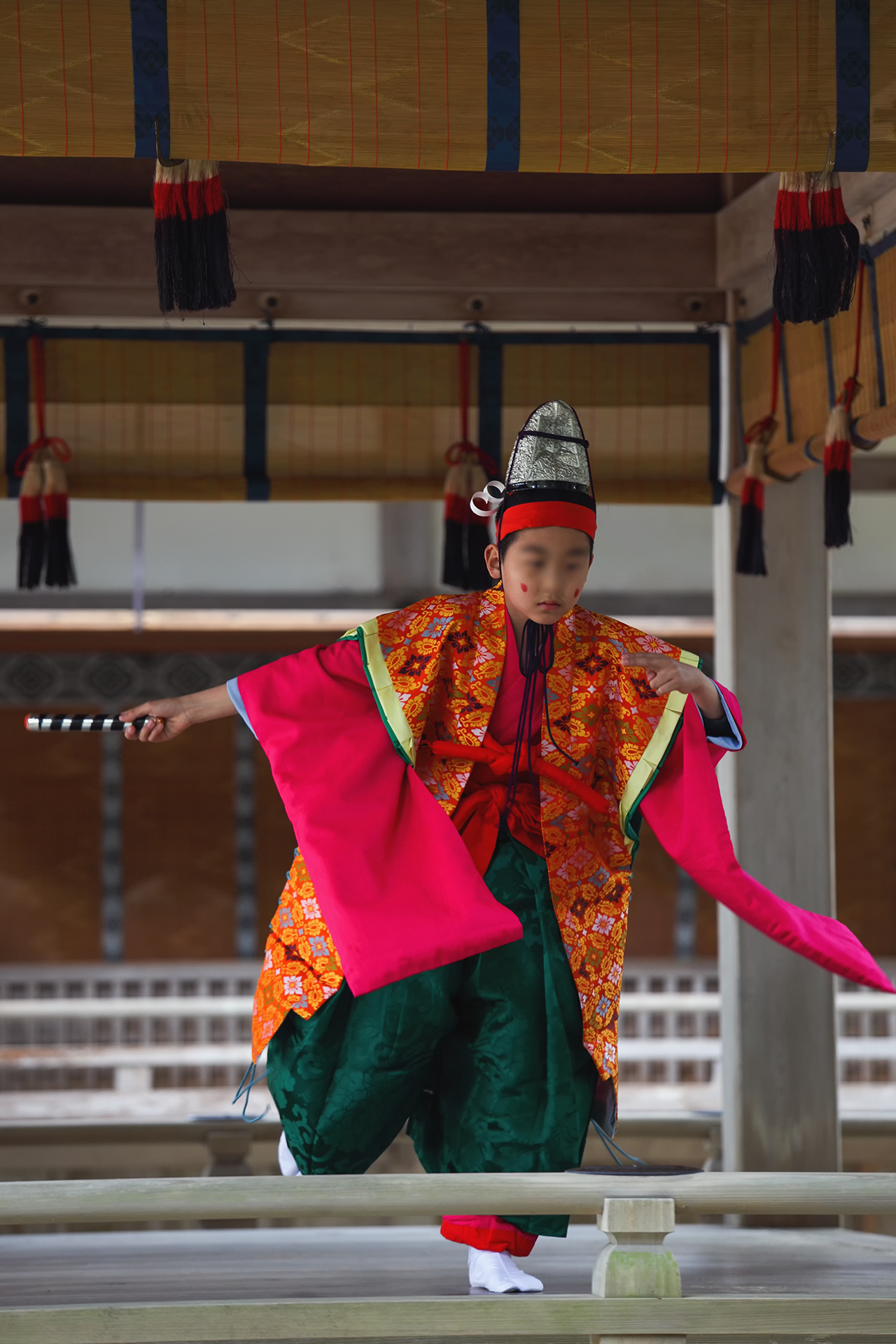
児納蘇利
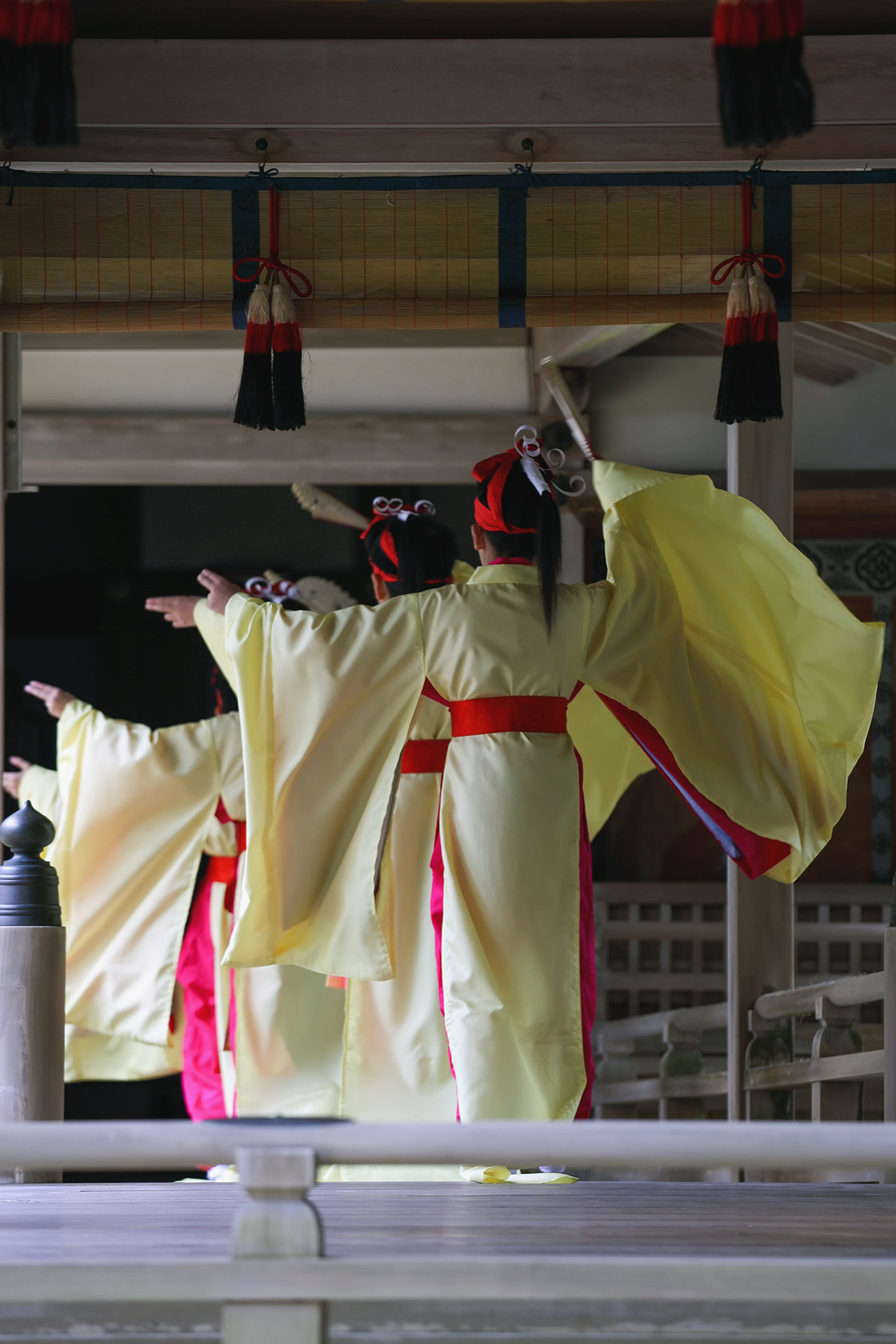
泔珠
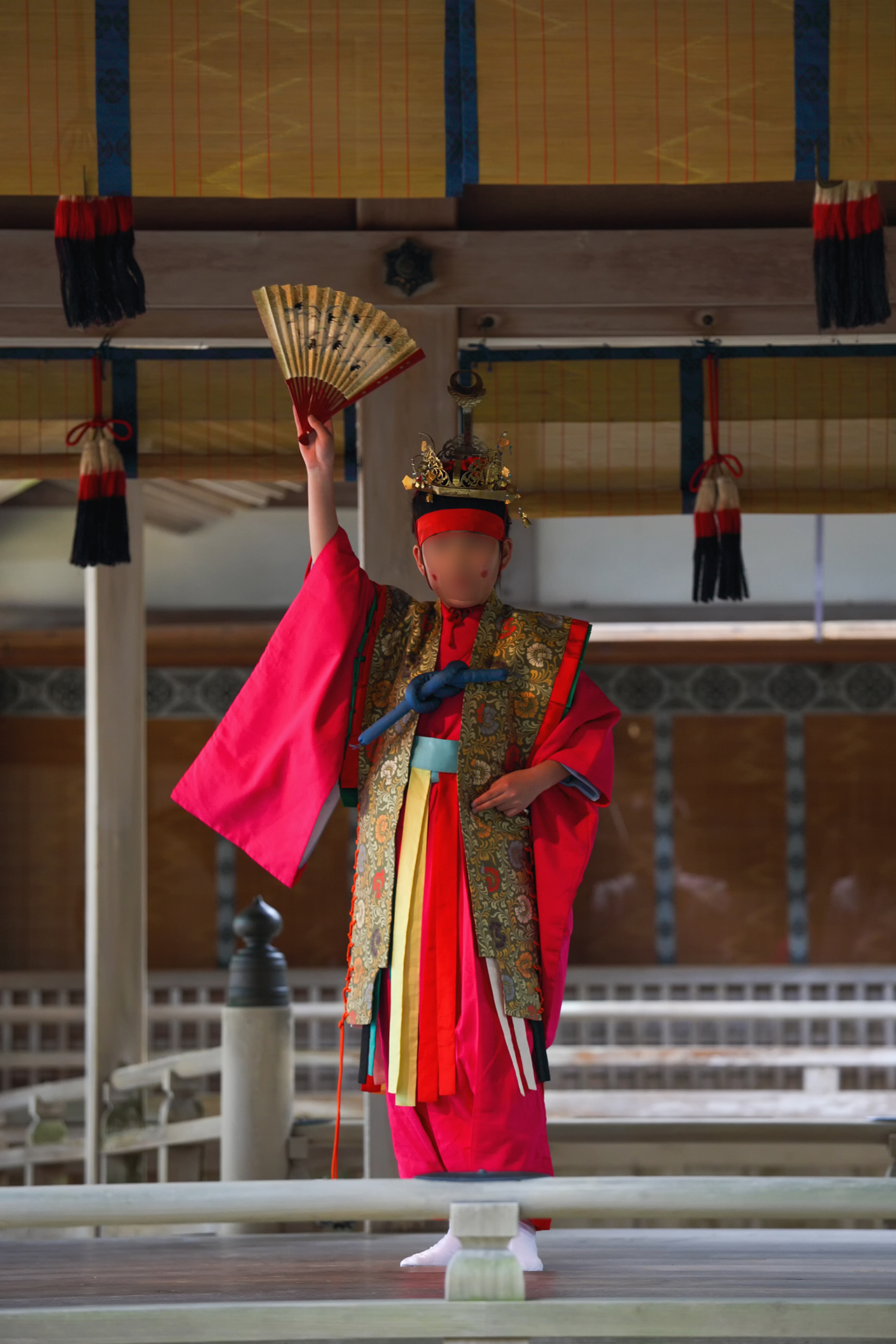
抜頭
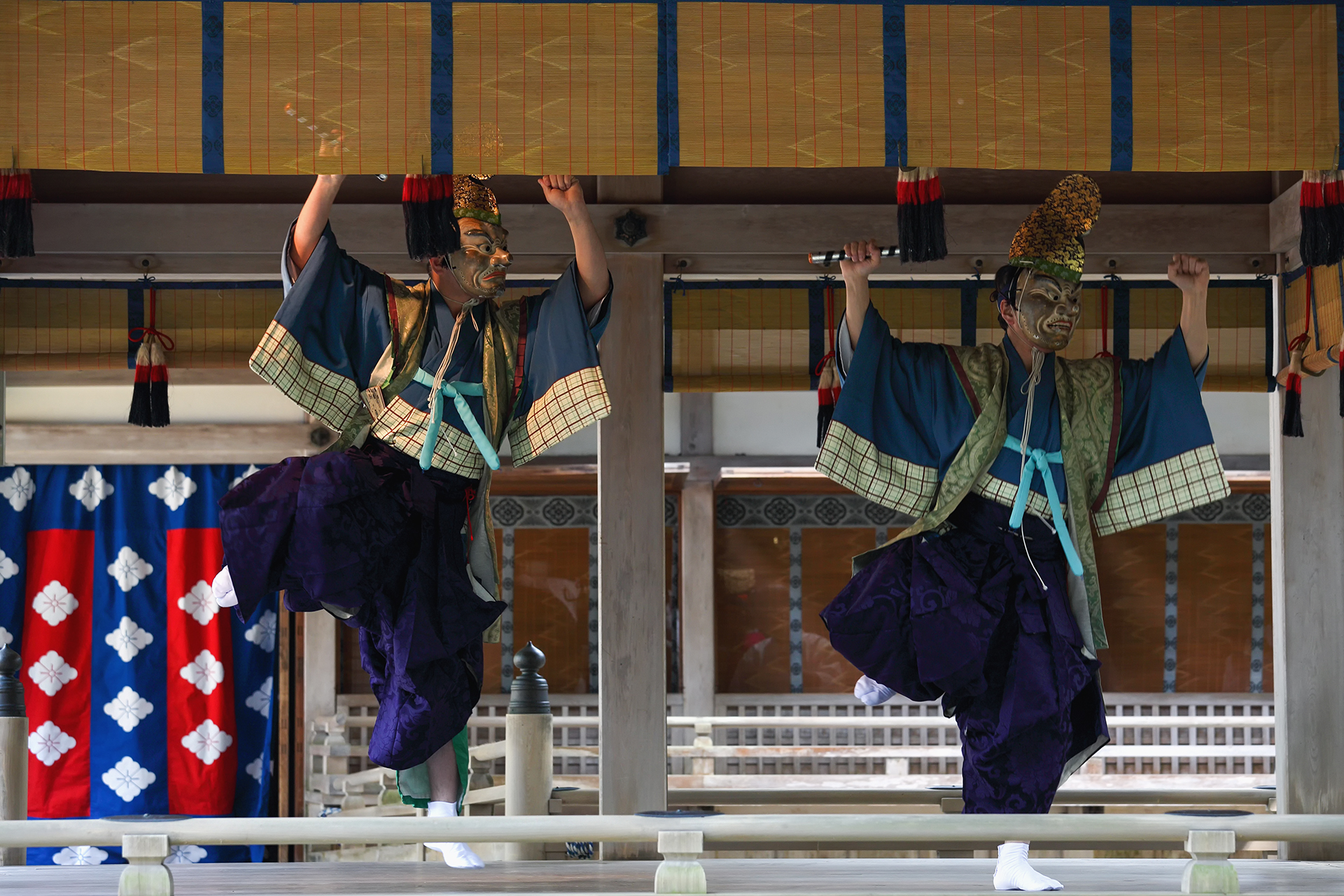
大納蘇利
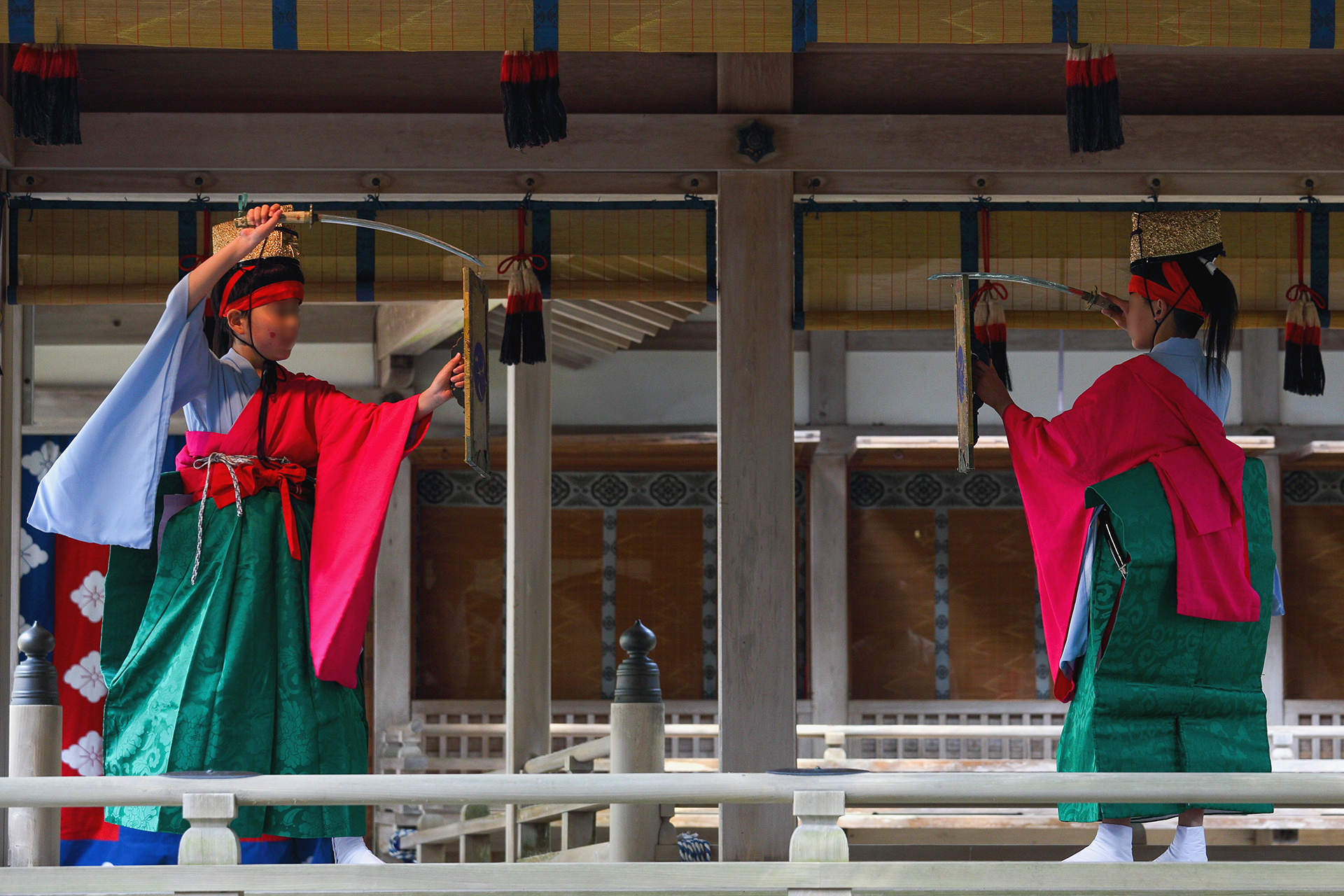
泰平楽

### 国の登録有形文化財
いずれも大正5年建造で、平成10年に登録。
- 本殿
- 幣殿
- 拝殿
- 石廊下
- 瑞垣・裏門
- 神饌所
- 伺候所
- 祝詞舎
- 一之鳥居
- 制札台
- 石橋
- 絵馬殿
- 手水舎
- 神符授与所
- 二之鳥居
- 神木石柵
- 鼓楼
- 舞殿
- 楽舎
- 参集殿（旧拝観所）
- 斎館（旧勅使館）
- 狛犬
- 摂社乙子神社
- 摂社今山神社
- 摂社草薙神社

### 新潟県指定文化財
- 有形文化財
  - 砧青磁袴腰大香炉（工芸品） - 昭和29年指定。
  - 大太刀 拵共（工芸品） - 江戸時代後期。昭和29年指定。
  - 鏡鞍（附 壺鐙）（工芸品） - 鎌倉時代。昭和39年指定。
  - 上杉輝虎祈願文（書跡典籍） - 室町時代。昭和44年指定。
- 天然記念物
  - 蛸ケヤキ - 昭和27年指定。

## 現地情報
所在地
- 新潟県西蒲原郡弥彦村弥彦2898

交通アクセス
- 本社まで

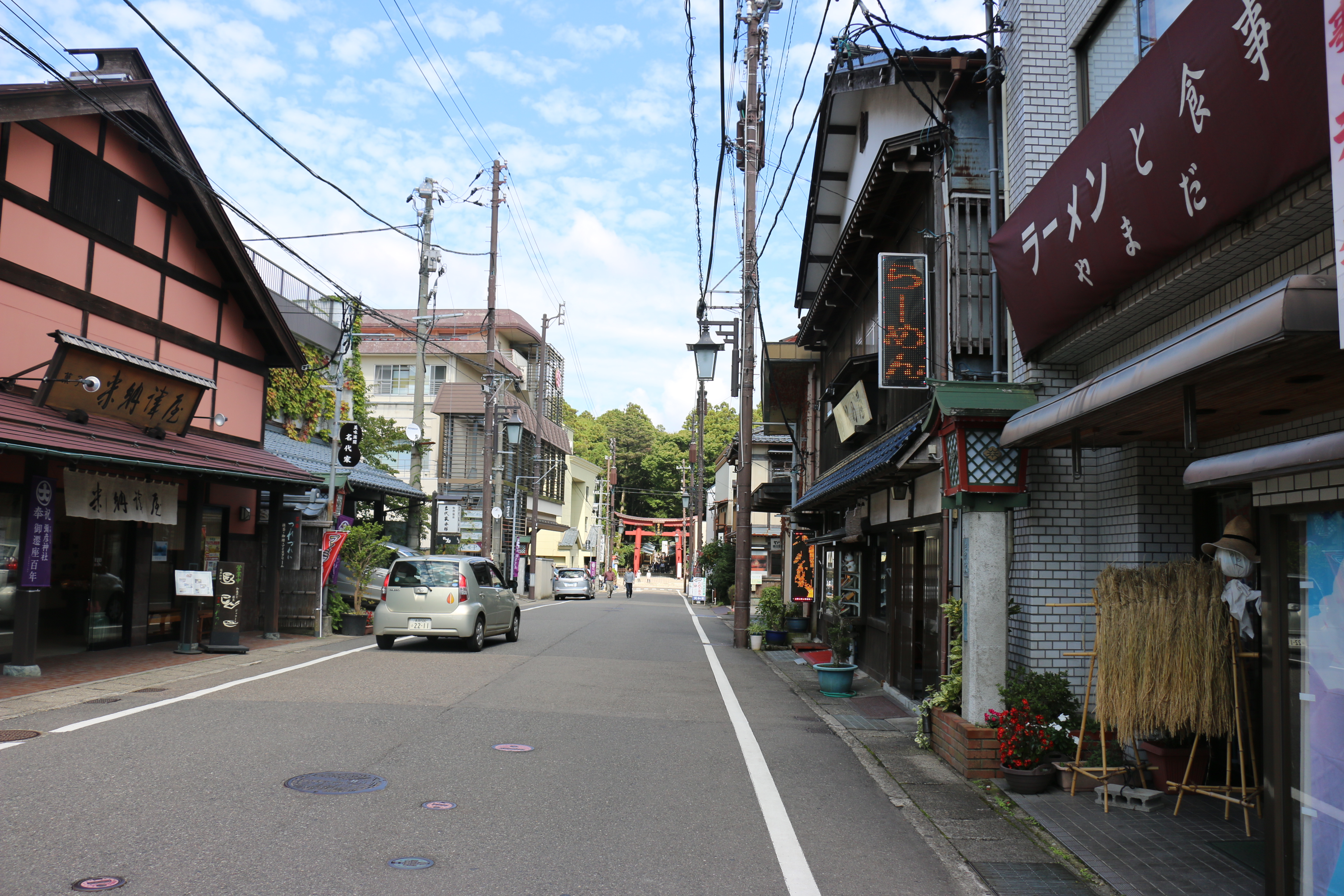
門前に並ぶ店。弥彦公園・弥彦駅から神社までの参道には観光案内所やご当地グルメの店舗なども並ぶ。

  - 鉄道：弥彦線（JR東日本）弥彦駅より徒歩約15分。
  - バス：にしかん観光周遊ぐる〜んバス（巻駅・弥彦駅発着） 「彌彦神社前」バス停より徒歩すぐ。※ 土曜・日曜を中心に運行[6]。
- 本社から御神廟（弥彦山頂）まで
  - 徒歩：約90分（山道）
  - 弥彦山ロープウェイ：山麓駅（本社から徒歩約10分、送迎バスあり）から山頂駅へ、下車後徒歩約10分。
- 車
  - 駐車場：本社付近、弥彦山頂（弥彦スカイライン利用）にそれぞれ有り。

周辺
- 弥彦温泉
- 弥彦競輪場